# Histoire des Juifs en Roumanie

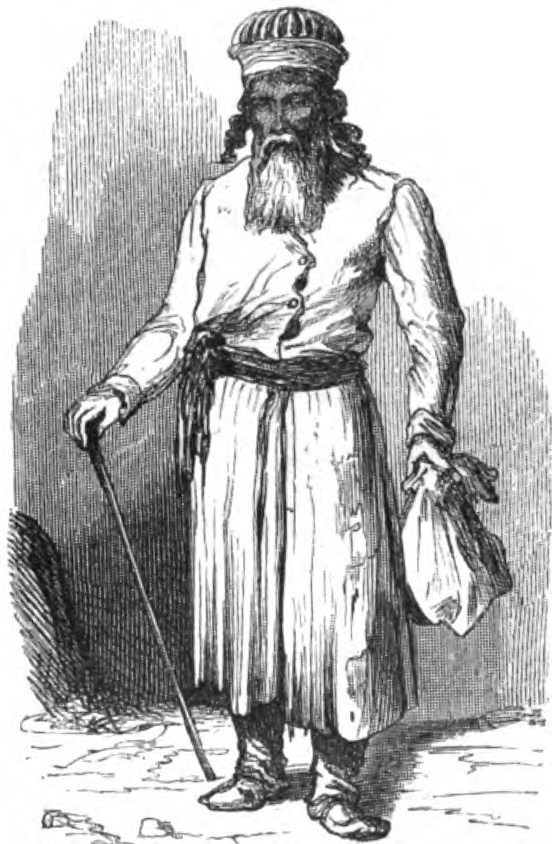
Portrait d'un juif bucarestois, par D. Lancelot.

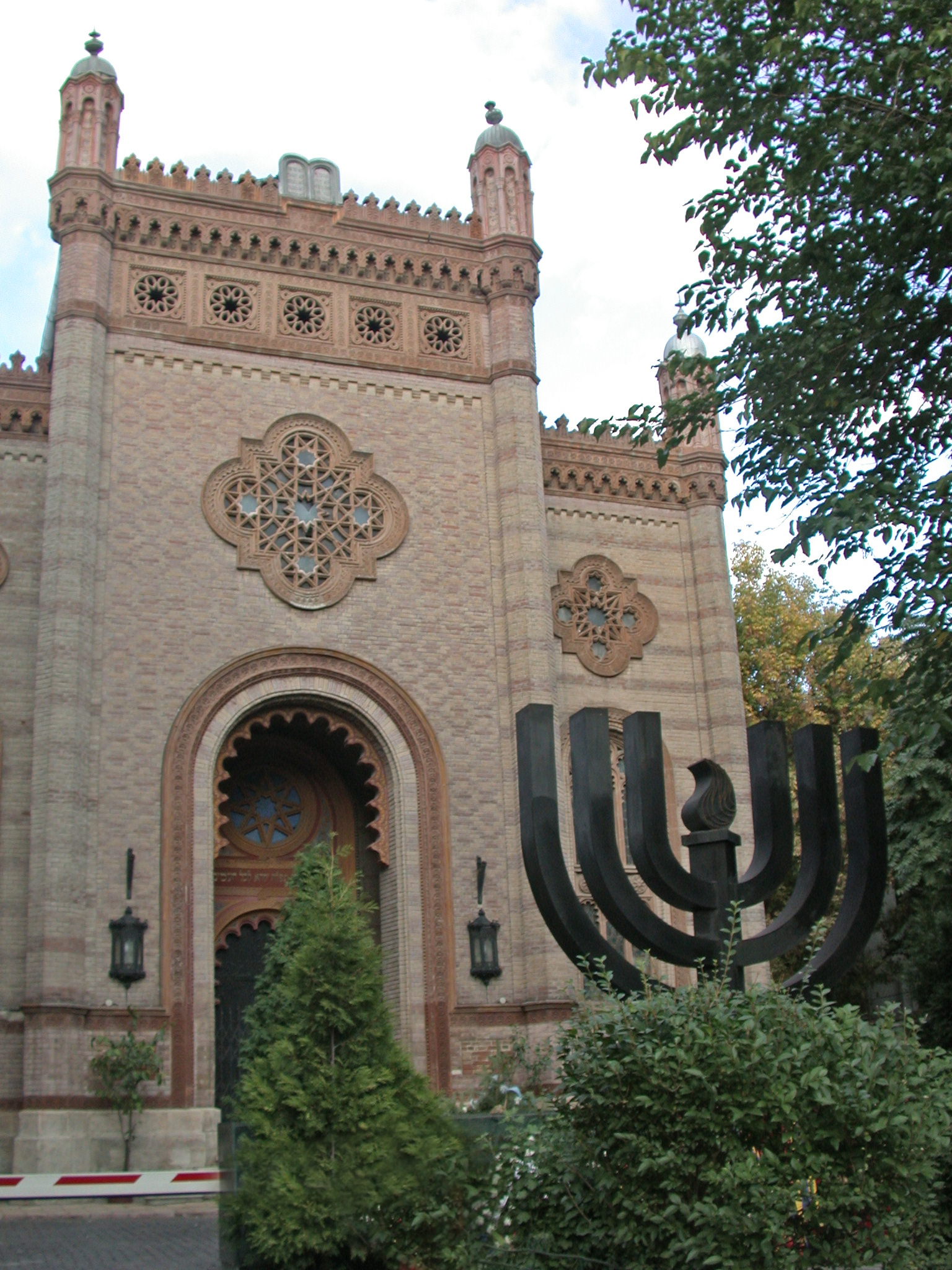
La synagogue chorale de Bucarest.

L’histoire des Juifs en Roumanie ou le territoire qui lui correspond[pas clair] est plus que bimillénaire[Combien ?]. Située aux confins de l’Empire romain d’Orient dont elle tire son nom, la Roumanie compte originellement[Quand ?] quelques familles juives de culture grecque. Des familles séfarades s’y installent au xvie siècle, venues de l’Empire ottoman voisin mais c’est surtout avec l’arrivée d’immigrants ashkénazes au xixe siècle que la communauté juive devient significative, sous l’angle démographique comme économique ou culturel[évasif]. Fortement éprouvés par divers massacres au cours de la Seconde Guerre mondiale[évasif], les Juifs quittent massivement[évasif] la Roumanie après celle-ci, émigrant principalement vers l’État d’Israël.

## Histoire

### Antiquité et période byzantine
Des traces archéologiques et paléographiques de judaïsme romaniote ont été trouvées à Tomis, en Scythie mineure : stèles, ruines de synagogues. Ces communautés romaniotes, de langue yévanique et suivant le Talmud de Jérusalem, sont également présentes dans les comptoirs génois de la mer Noire et du bas-Danube : San Giorgio, Barilla, Caladda, Licovrissi, Licostomo, Montecastro et Polychronia en Moldavie, Eraclea aujourd'hui ruinée et Constanța, comme le signale le Codex Latinus Parisinus de 1395,. Des communautés romaniotes subsistèrent à Constanța jusqu’au milieu du XXe siècle.

### Moyen Âge et Renaissance

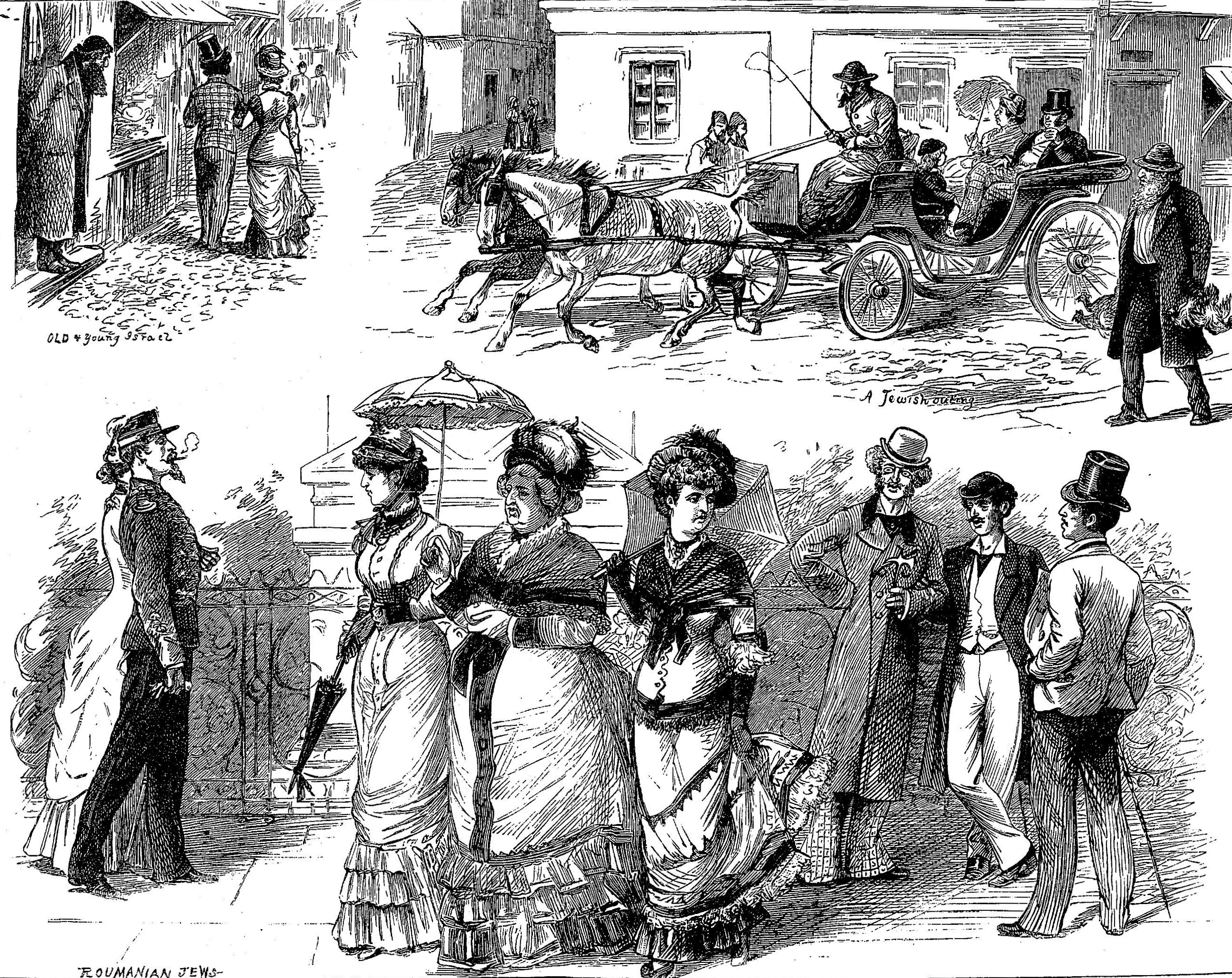
Juifs roumains de Galați, dans « The Graphic », 1er novembre 1879.

Au Moyen Âge, de nouvelles populations hébraïques arrivent en plusieurs étapes dans les principautés roumaines de Moldavie et Valachie, ainsi qu’en Transylvanie. Ainsi, au XIVe siècle s’y sont installés des Juifs ashkénazim (« allemands ») parlant yiddish, venus d’Europe centrale. Par la suite, alors que les principautés roumaines étaient sous suzeraineté ottomane, s’y sont établis les Juifs séfarades (« espagnols ») de langue évréohispanique (judéo-espagnol) et de liturgie ladino, arrivant d’Anatolie mais venus de la péninsule Ibérique, d’où ils avaient fui les persécutions de l’Inquisition catholique. Tant les ashkénazes que les séfarades suivent le Talmud de Babylone. La communauté juive valaque, initialement issue des branches romaniote et séfarade du judaïsme, est rejointe par la branche ashkénaze arrivant de Moldavie, mais venant de Galicie et de Podolie, d’où elle avait fui les pogroms qui y eurent lieu au XVIe siècle.
À Bucarest, les Juifs sont d’abord attestés comme sudiţi (grossistes) vers 1550 : sujets du Kaiser autrichien, du Tsar russe ou du Sultan ottoman, ils ne sont pas soumis à la loi valaque et ne sont pas citoyens de la Principauté de Valachie, ni, par suite, de la Roumanie. En 1740, il y existe des communautés juives importantes dans les villes moldaves de Roman, de Bacău et de Galați.

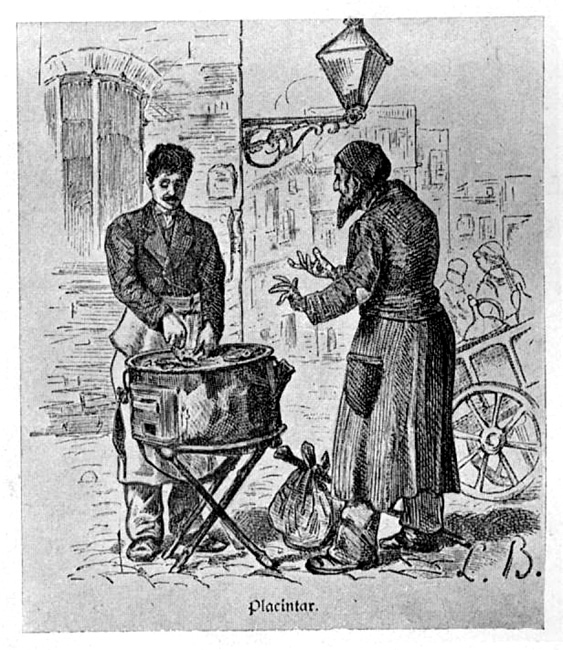
Juif aux doigts crochus, devant un marchand grec de plăcintă (tarte), Bucarest, 1880.

Traditionnellement, les musulmans considèrent les Principautés roumaines tributaires de l’Empire ottoman, comme situées dans le Dar el Ahd (« maison du pacte », en arabe : دار العهد), qui définit de jure leur statut d’Etats chrétiens orthodoxes tributaires des Ottomans, Etats dont seuls des orthodoxes peuvent être citoyens : les musulmans, avdétis (Dönme), romaniotes et séfarades sont sujets et protégés de l’Empire ottoman ; les catholiques, protestants et ashkénazes sont sujets et protégés de l’Empire des Habsbourg ou des Etats d’Europe centrale et occidentale dont ils étaient originaires. Certaines fonctions, droits et devoirs, comme servir l’État, accomplir le service militaire, acquérir des terres et ouvrir des entreprises, sont réservées aux citoyens orthodoxes ; concernant les Juifs, les dreptari, pour la plupart romaniotes et séfarades depuis longtemps intégrés à la société phanariote roumaine et peu nombreux (environ 12 000 personnes) deviennent citoyens à l’indépendance du pays en 1878 et sont exemptés des mesures discriminatoires durant la période 1938-44, alors que les ashkénazes venus au XIXe siècle d’Allemagne, d’Autriche (Galicie) et de Russie, ou citoyens de ces empires avant le rattachement à la Roumanie de leurs territoires d’origine, et beaucoup plus nombreux (environ 700 000 personnes), n’obtiennent l’égalité des droits qu’en 1919, sur l'insistance des humanistes roumains, soutenus par leurs homologues occidentaux, mais la perdront lors de la montée des extrémismes dans la période 1938-44.
Pendant la deuxième moitié du XVIIIe siècle et la première moitié du XIXe siècle, ce sont des ashkénazes souvent très traditionalistes de Galicie qui se réfugient dans les principautés roumaines où les autorités sont plus tolérantes ; une autre vague ashkénaze fuyant les pogroms qui ont lieu en Ukraine durant le XIXe siècle, vient étoffer les rangs des juifs roumains.
Dès 1832, les Juifs deviennent la population majoritaire dans huit des quarante foires moldaves. Parmi les villes à population majoritairement juive, figurent en tête Fălticeni, Dorohoi et Bucecea avec 85,9 % de Juifs, puis Frumuşica avec plus de 79 %, Hârlău avec près de 60 %, Burdujeni avec 55,5 %, Lespezi avec 52 %, et Şeuleni avec 51, % de population juive.

### Époque moderne

#### Période 1866-1938

##### Publications
En octobre 1855, paraît à Iaşi « Korot ha-'itim », le premier journal yiddish de Roumanie, publié deux fois par semaine jusqu'en 1871. 
Le journal bilingue « Gazeta româno-evreiască » (La « Gazette roumano-hébraïque ») publié en 1859 et édité par Marcu Feldman-Câmpeanu, défend l'émancipation, la laïcisation et la modernisation du système éducatif juif.

##### Constitutions
La première constitution de la Roumanie moderne en 1866 (article 7) n'attribue la nationalité roumaine qu'aux chrétiens orthodoxes, car le pays est alors encore défini comme une principauté orthodoxe autonome, mais vassale de l'Empire ottoman musulman. Les Juifs roumains sont alors considérés comme « sujets autrichiens », « russes » ou « ottomans », et ceux qui ne relèvent d'aucun de ces trois empires sont « apatrides ».
En 1878, sous la pression des francs-maçons et des laïcs, alors que l'indépendance de la Roumanie vis-à-vis de l'Empire ottoman est reconnue au Traité de Berlin, l'article est laïcisé pour permettre aux non-orthodoxes désireux de devenir Roumains, d'accéder à la citoyenneté, soit de 300 000 Juifs. En pratique, il s'agit d'une procédure de naturalisation individuelle étalée sur dix ans, qui ne bénéficie qu'à 52 924 Juifs. Pour l'historien Henry Laurens, les naturalisations individuelles sont accordées avec encore plus de parcimonie et donne le chiffre de 87 cas de 1879 à 1900, et de 91 cas de 1901 à 1909. En effet, le droit du sang continue de dominer la législation, et surtout l'église et les boyards, attachés à la société patriarcale et rurale traditionnelle, voient d'un mauvais œil l'assimilation de populations arrivant nombreuses d'Europe centrale ou de Russie, et apportant des idées nouvelles, des technologies nouvelles, des réseaux commerciaux nouveaux, soit la modernité. Pour devenir tous pleinement citoyens, les Juifs devront attendre les réformes du début du XXe siècle. Rétrospectivement, ces réticences des élites sont décrites au XXIe siècle comme étant de l'antisémitisme, même si elles ne rejetaient pas seulement les Juifs, mais tous les étrangers (xénophobie) et les innovations en général (conservatisme). 

Ce n'est qu'en 1923, sous la pression des alliés occidentaux de la Roumanie, qu'une nouvelle Constitution est introduite, dont l'article 133, inspiré du droit du sol, élargissant la nationalité roumaine à tous les résidents, indépendamment de leurs origines, langues et religions. Contestée par les conservateurs et les nationalistes tant juifs que non juifs, cette même Constitution accorde l'égalité juridique aux femmes, ce qui pose des problèmes dans les communautés traditionalistes du nord du pays.

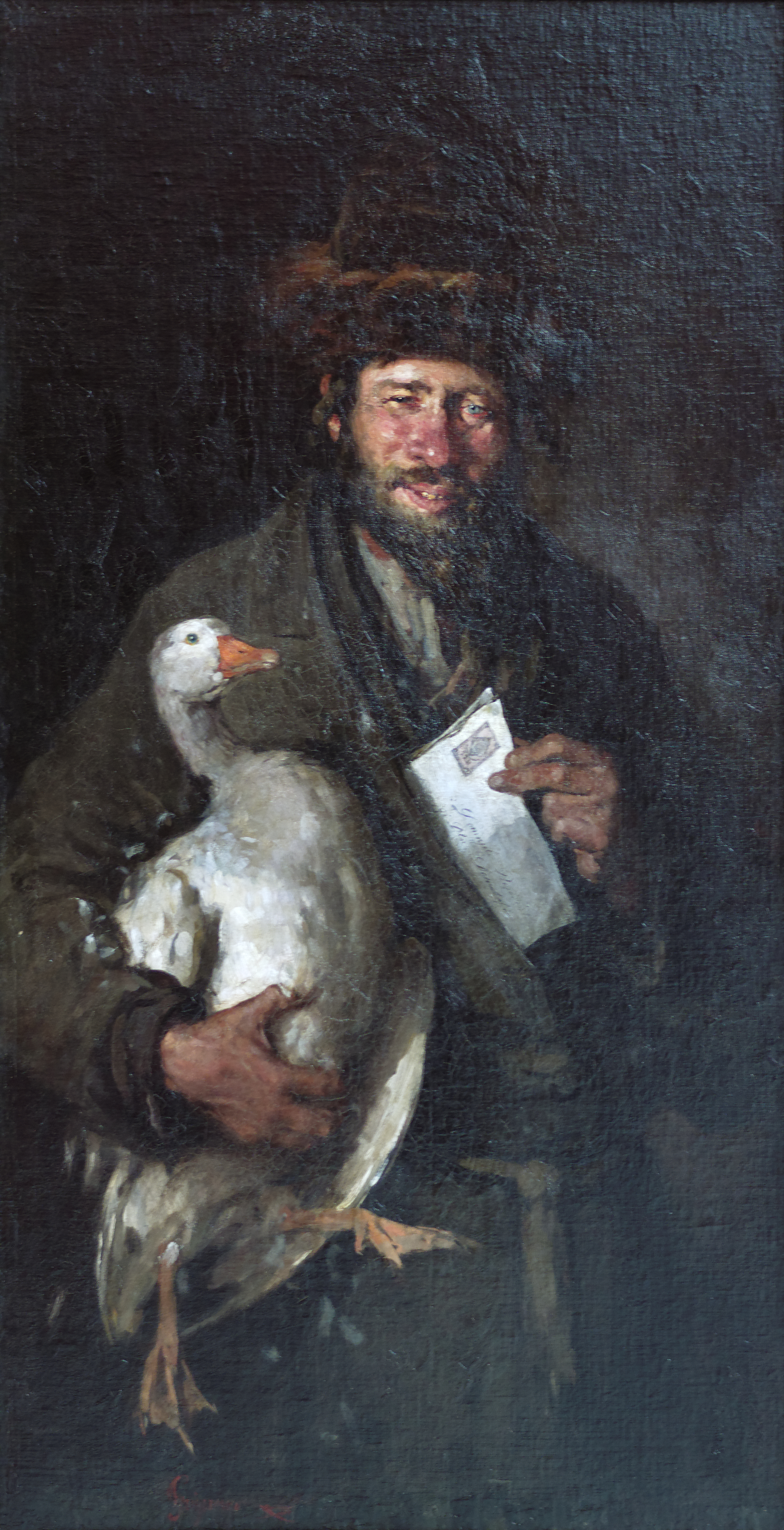
Juif avec une oie : marchand de volailles ashkénaze tenant une oie (pour la corruption) et sa licence de vente (ou une pétition), coiffé d'un spodik et vêtu d'un caftan, par N. Grigorescu (1880).

##### Au marché de Brăila
Correspondant en Roumanie pour la Revue des Deux Mondes, André Bellessort évoque différents personnages qui animent le marché de céréales de Brăila au début du XXe siècle :
« Les Italiens sont encore représentés par de vieux courtiers, les plus habiles. Les Grecs, jaloux les uns des autres, presque aussi détestés que les Arméniens, ont contribué eux-mêmes à leur ruine et ne sont plus guère ici que les magasiniers des Juifs. Les Juifs, très estimés et d’une incontestable probité, ont pour eux leur crédit, qui est illimité, et leur intelligence. Les Roumains de Transylvanie, descendus jadis avec leurs troupeaux sur les bords du Danube, économes, travailleurs, patients, unis, commencent à jouer des coudes et pourraient bien, sinon écarter les Juifs, du moins les forcer au partage. La Roumanie ne saurait opposer d’élément plus solide à l’invasion étrangère, car je ne parle pas des quelques avocats qui se sont faits courtiers, mais dont le premier soin fut de s’adjoindre des Juifs et de se mettre sous la tutelle de leur expérience... Des ruisseaux d’orge, d’avoine, de froment, dont j’ai suivi les mille détours dans cette ruche colossale, pas un qui n’appartînt à un Grumfeld ou à un Grumberg. ».

##### Populations
À la fin du XIXe siècle, environ 43 000 Juifs résident à Bucarest et 140 000 habitent les villes moldaves, notamment sur les 8 000 habitants de Târgu Neamț, environ 3 500 sont juifs ; à Buhuși, 1 757 habitants sont Roumains, 1 731 Juifs, et 123 catholiques autrichiens ou allemands et 3 sont Arméniens.  

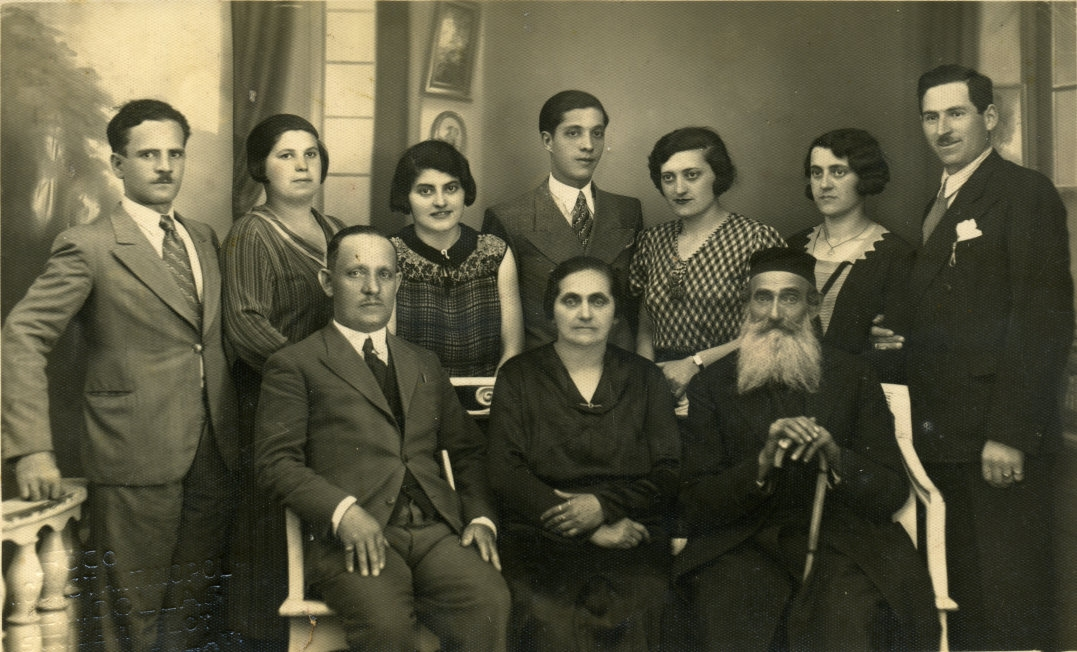
Famille juive roumaine à Galați dans l'entre-deux-guerres.

Selon le recensement officiel de 1930, en Grande Roumanie, il y a 756 930 Juifs. En 1930, des villes comme Cernăuți (patrie de Paul Celan), Suceava (patrie de Norman Manea), Dorohoi, Botoșani, Bălți, Iași, Orhei ou Chișinău sont peuplées à moitié par des ashkénazim ; le yiddish y est couramment parlé (et souvent compris en dehors de la communauté) et l'écriture hébraïque partout présente (enseignes, librairies, journaux, théâtres).  
Sur le plan religieux, d'importantes communautés hassidiques de la mouvance Loubavitch y vivent. Sur le plan politique, le Bund socialiste et le sionisme nationaliste, opposés l'un à l'autre, se partagent la communauté.

#### Période 1939-1945

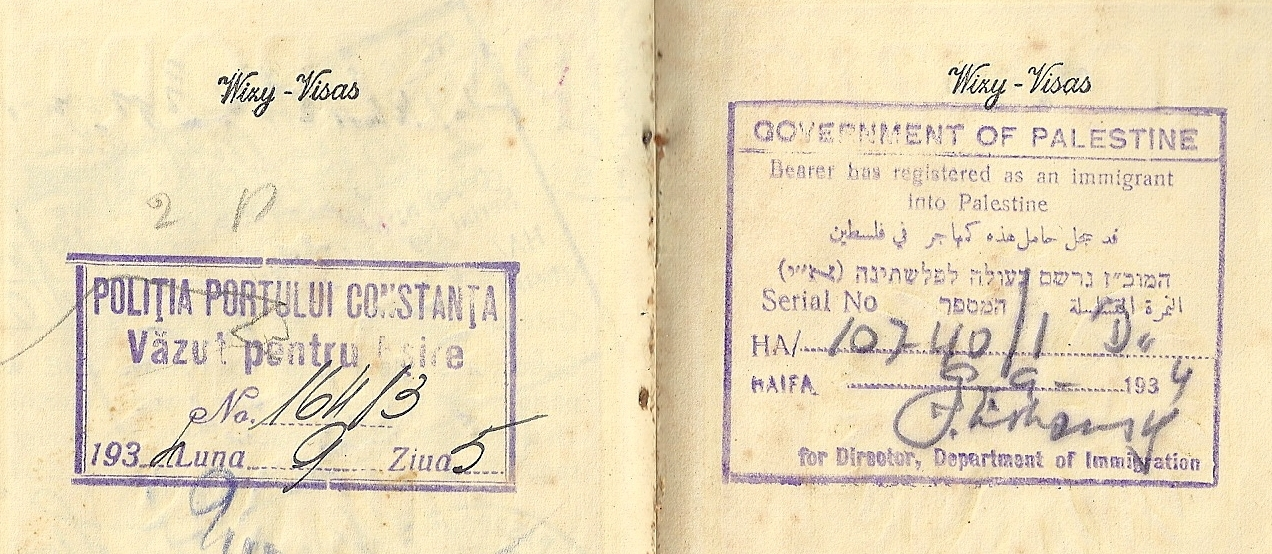
Tampons roumain et palestinien sur le passeport d'un couple de juifs Polonais ayant décidé d'émigrer en Palestine mandataire pour rejoindre leurs enfants à Tel Aviv, 1934.

La Roumanie reste une démocratie parlementaire jusqu'en février 1938 mais les cercles humanistes, qui voyaient les Juifs comme un facteur de modernité, de développement et d'échanges culturels, sont alors en perte de vitesse face aux cercles xénophobes, qui les décrivent comme des « étrangers nuisibles à la nation ».

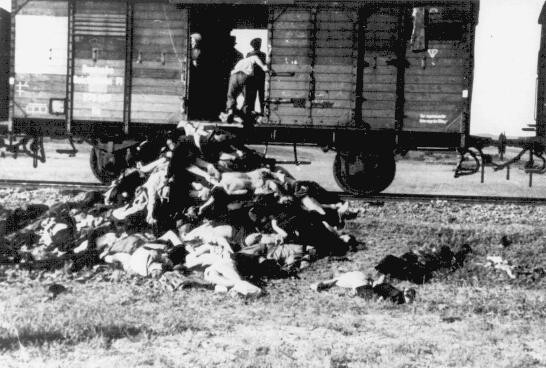
En juillet 1941, au début de la guerre de la Roumanie contre l'URSS, les Juifs de Iași, accusés en bloc de soutenir l'URSS, sont victimes d'un pogrom et les survivants sont déportés vers le port de Călărași sur le Danube pour en être expulsés vers la Bulgarie (dans l'Axe, mais pas en guerre contre les Alliés) et la Turquie (neutre), mais le train reste des heures sous un soleil de plomb sur une voie de garage de la gare de Podu Iloaiei et les déportés y meurent lentement sans eau, ni nourriture, ni air. Ici les cadavres sont jetés hors du train.

Dans les années 1930, comme dans toute l'Europe, la situation des Juifs se dégrade au rythme des atteintes à la démocratie consécutives à la crise de 1929, et en raison de la montée des extrémismes, qui culminent pendant la Seconde Guerre mondiale avec la Shoah. 
Dans ces années 1930, des gouvernements comme celui d'Octavian Goga introduisent dans les universités et la fonction publique des « numerus clausus » (qui concernent aussi d’autres minorités, notamment les Magyars mais épargnent les Allemands), et retirent la citoyenneté roumaine à plus de 100 000 Juifs transylvains, bucoviniens et bessarabiens de langues allemande, hongroise ou russe, naturalisés en 1923, sous prétexte qu'ils ne parlent pas correctement le roumain ou qu'ils ont servi dans les forces austro-hongroises ou russes.

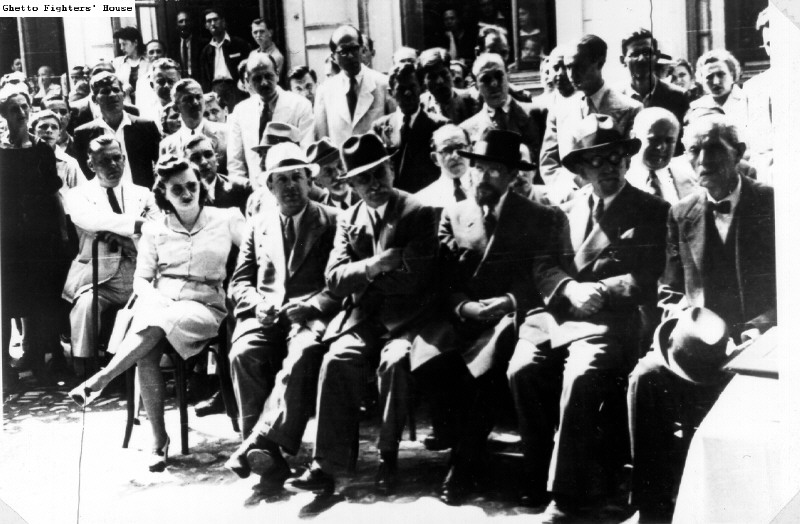
Militants de la communauté juive lors d'une célébration de Lag Baomer au centre communautaire juif de Bucarest. En présence du premier rang, le grand-rabbin Alexandru Şafran (premier rang), Henric Streitman, premier président de la Central Jewish Bureau, Bubi Marcus, qui a aidé Şafran à fournir une assistance aux déportés juifs en Transnistrie et le journaliste Theodor Lavi-Löwenstein (entre 1940 et 1945).

Le régime fasciste au pouvoir depuis le 5 septembre 1940 avec l'appui de l'ambassadeur allemand Manfred von Killinger fait de la Roumanie un État satellite de l'Allemagne nazie, mais entend mener sa propre politique antisémite et promulgue une série de lois raciales (9 octobre, 17 novembre, 4 décembre 1940, 28 mars 1941) qui exproprient et dépossèdent les Juifs de leurs biens au profit de l'État. 
D'autres lois de 1940 interdisent aux Juifs l'accès à la fonction publique, aux professions libérales, aux écoles publiques, aux scènes et aux salles de cinéma, la possession d'appareil radiophonique, de téléphone, de pigeons voyageurs, de voitures... Leur service militaire est remplacé par des taxes et des travaux d'intérêt général effectués par les Juifs des deux sexes. Cet ensemble de mesures s'accompagne de brutalités et achève de marginaliser et précariser la population juive. Le 3 mai 1941, un « Centre national de roumanisation » est créé pour gérer les biens juifs confisqués par l'État.

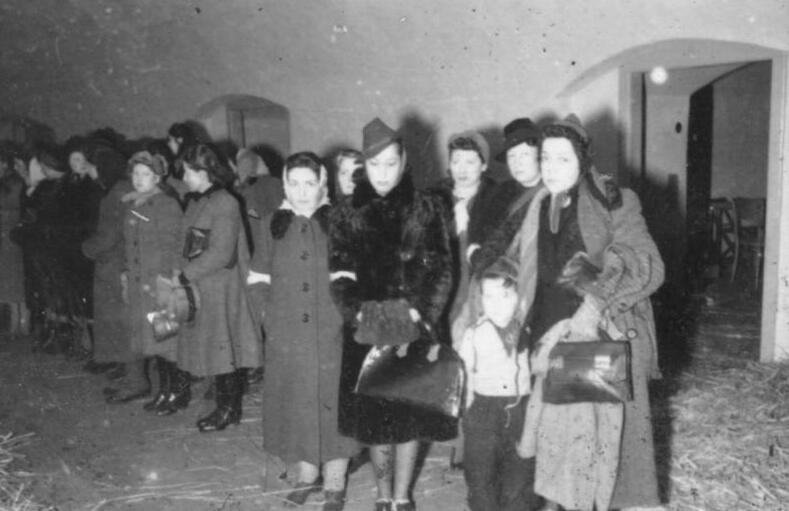
Arrestation de Juifs roumains, le 22 décembre 1941.

La Garde de fer et l'armée du régime Antonescu (le « Pétain roumain », selon sa propre définition) sont les vecteurs principaux de la Shoah en Roumanie. Si les chicanes administratives et commerciales ont commencé dès 1927, les persécutions physiques débutent en octobre 1940 et un premier pogrom est commis par la Garde de fer en janvier 1941 (131 morts).

Sur les 756 930 Juifs roumains de 1938, 440 000 changent de nationalité en 1940, lorsque, conformément au pacte Hitler-Staline et au second diktat de Vienne, la Roumanie cède de vastes régions à l'URSS et à la Hongrie.

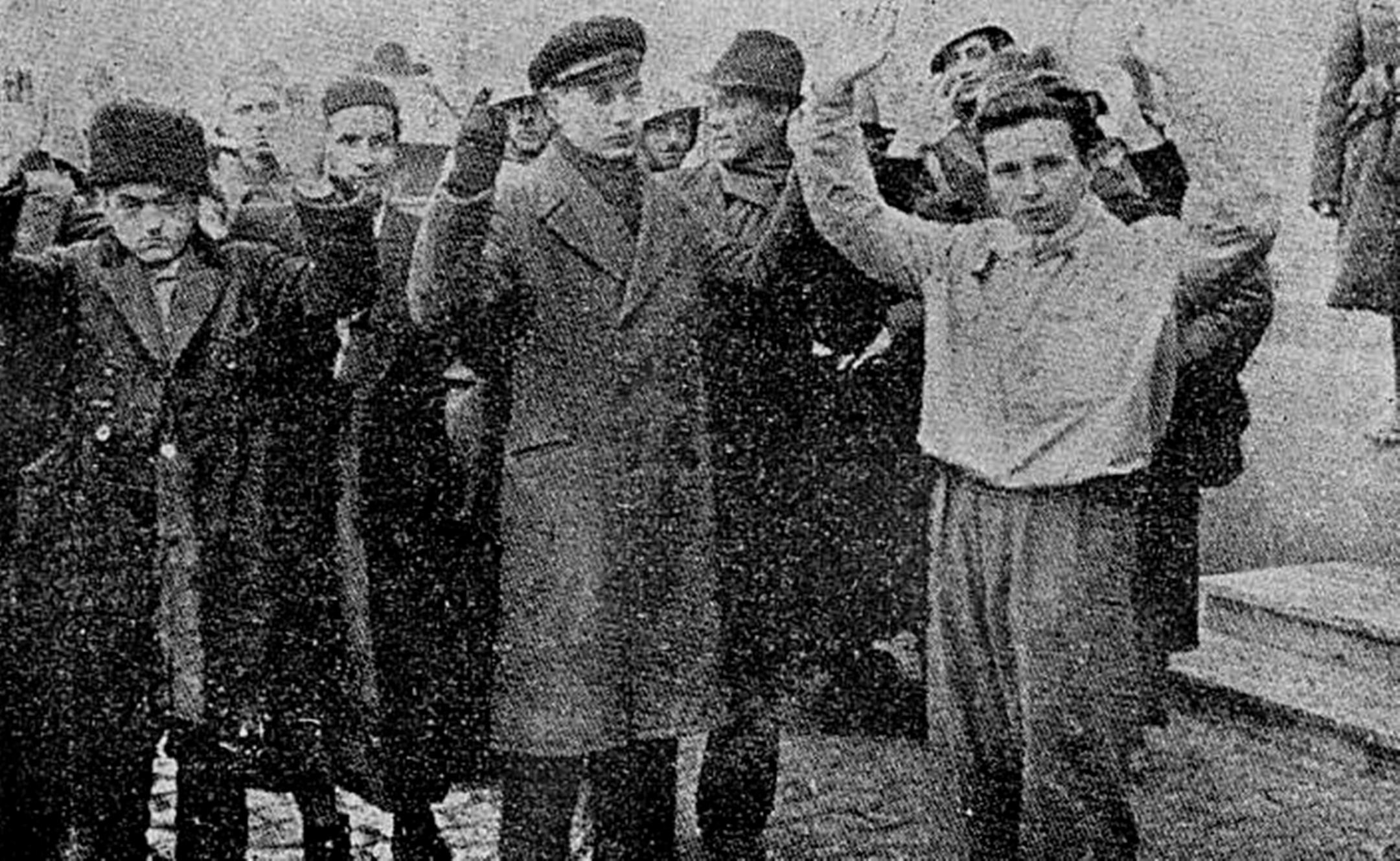
Pogromistes fascistes roumains, membres de la Garde de fer, arrêtés par l'armée après le pogrom de Bucarest et la rébellion anti-gouvernementale, en janvier 1941.

Ainsi, 312 972 conservent la nationalité roumaine et apparaissent au recensement de 1941 et 250 000 Juifs deviennent soviétiques par la cession à l'URSS des territoires où ils vivent mais les 110 000 Juifs de la Transylvanie du Nord cédée à la Hongrie deviennent apatrides, car, bien que parlant hongrois pour la plupart, ils ne deviennent ou ne redeviennent pas citoyens hongrois, et la Hongrie, à la suite de son décret du 12 juillet 1941, en livre la plupart à l'Allemagne nazie.

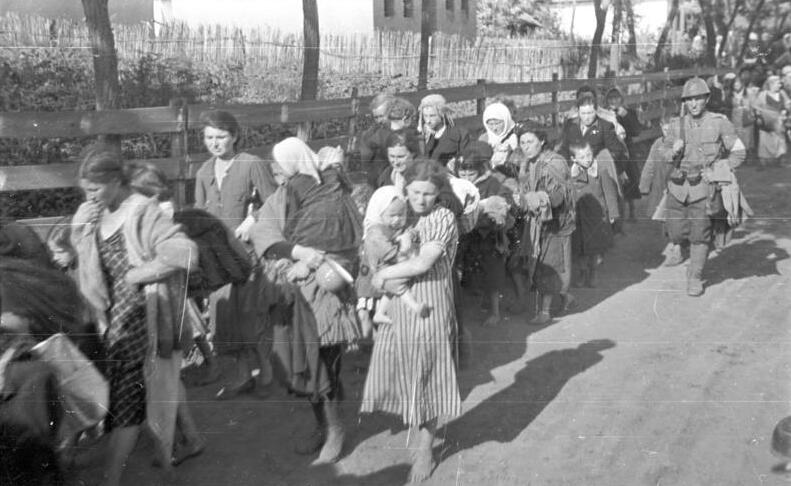
Déportation de Juifs roumains en Transnistrie, en 1941.

Selon l'historien Raul Hilberg, des 756 930 Juifs roumains de 1938, seuls 53 % soit 451 344 personnes y vivent encore après-guerre soit les 356 237 Juifs apparaissant au recensement roumain de 1951 et les 95 107 Juifs apparaissant en Moldavie soviétique au recensement soviétique de 1959 (auxquels il faudrait ajouter les survivants des régions devenues ukrainiennes de Cernăuți et du Bugeac). Selon les conclusions de la « commission Wiesel », les 47 % manquants (environ 300 000 personnes) :
- ont été livrés aux nazis par les régimes horthyste et szálasiste de Hongrie (près de 100 000 personnes) ;
- ont été massacrés par le régime antonesciste de Roumanie, notamment la veille et après l'opération Barbarossa (plus de 200 000 juifs dont la majeure partie de ceux devenus soviétiques par la cession à l'URSS des territoires où ils vivaient, qui périrent en Bessarabie et en Transnistrie) ;
- à cela il faut ajouter environ 4 000 autres Juifs devenus soviétiques qui avaient réussi à s'enfuir vers l'Est lors de l'attaque germano-roumaine mais qui furent rattrapés par les Einsatzgruppen et tués en Ukraine ;
- un cas particulier est celui des victimes des naufrages du Struma et du Mefküre : 1 090 Juifs fuyant le régime fasciste roumain, victimes du torpillage de leurs navires (sous pavillons neutres) par les sous-marins soviétiques, respectivement ShCh-213 le 24 février 1942 et ShCh-215 le 5 août 1944, qui, avec un peu de bonne volonté britannique, auraient pu débarquer à Istanbul et être sauvés (voir ces articles).

S'appuyant notamment sur les horreurs subies par les populations juives de Transnitrie, Raul Hilberg résume cette période de la sorte : 
« À l'exception de l'Allemagne, aucun pays n'a eu une participation aussi massive dans le massacre des Juifs. Les témoins et les survivants qui ont décrit comment les Roumains ont conduit les opérations, ont évoqué des scènes sans équivalent dans toute l'Europe de l'Axe »

Galerie
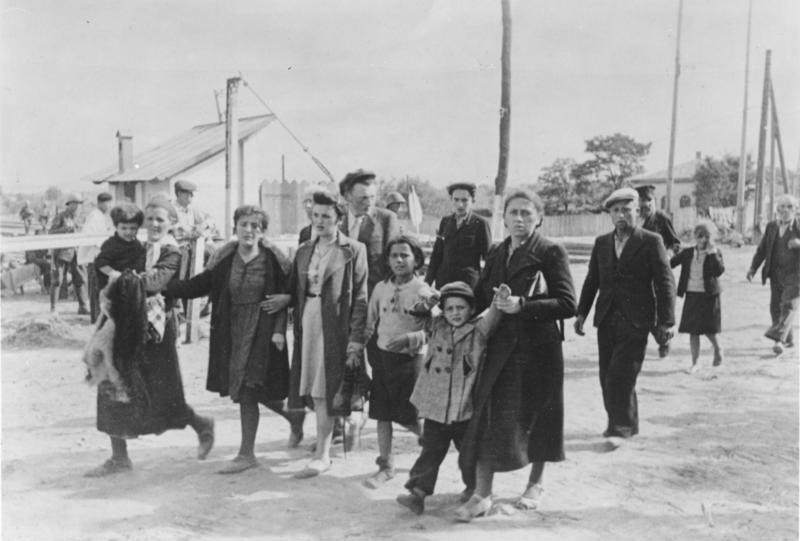
Juifs arrêtés à Kischinjow (juillet 1941).
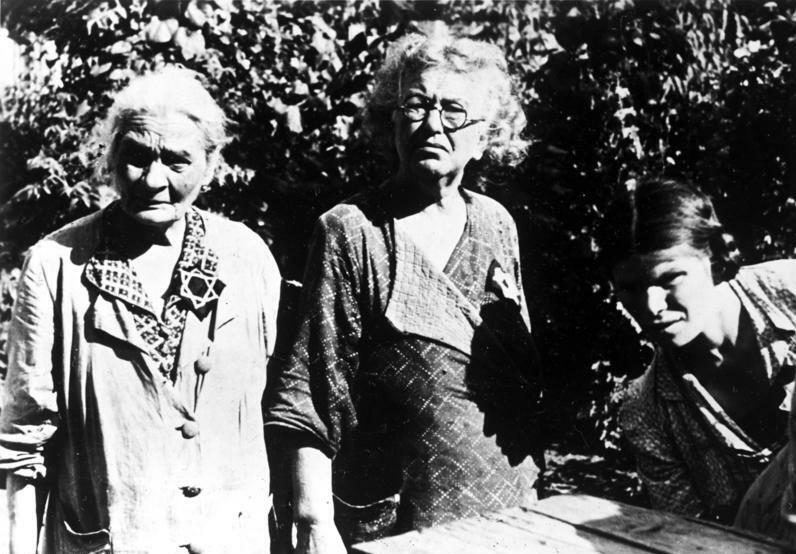
Femmes portant une étoile sur la poitrine dans le ghetto de  Chisinau (août 1941).
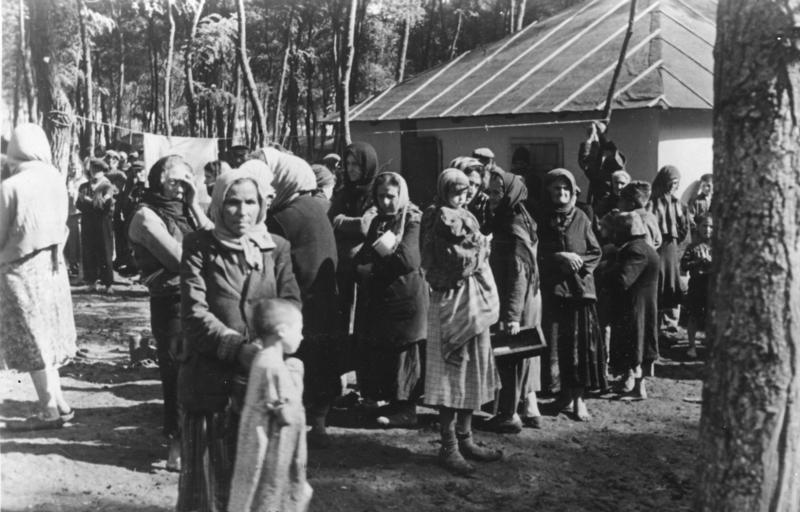
Dans l'un des camps de concentration juifs de Bessarabie (septembre 1941).
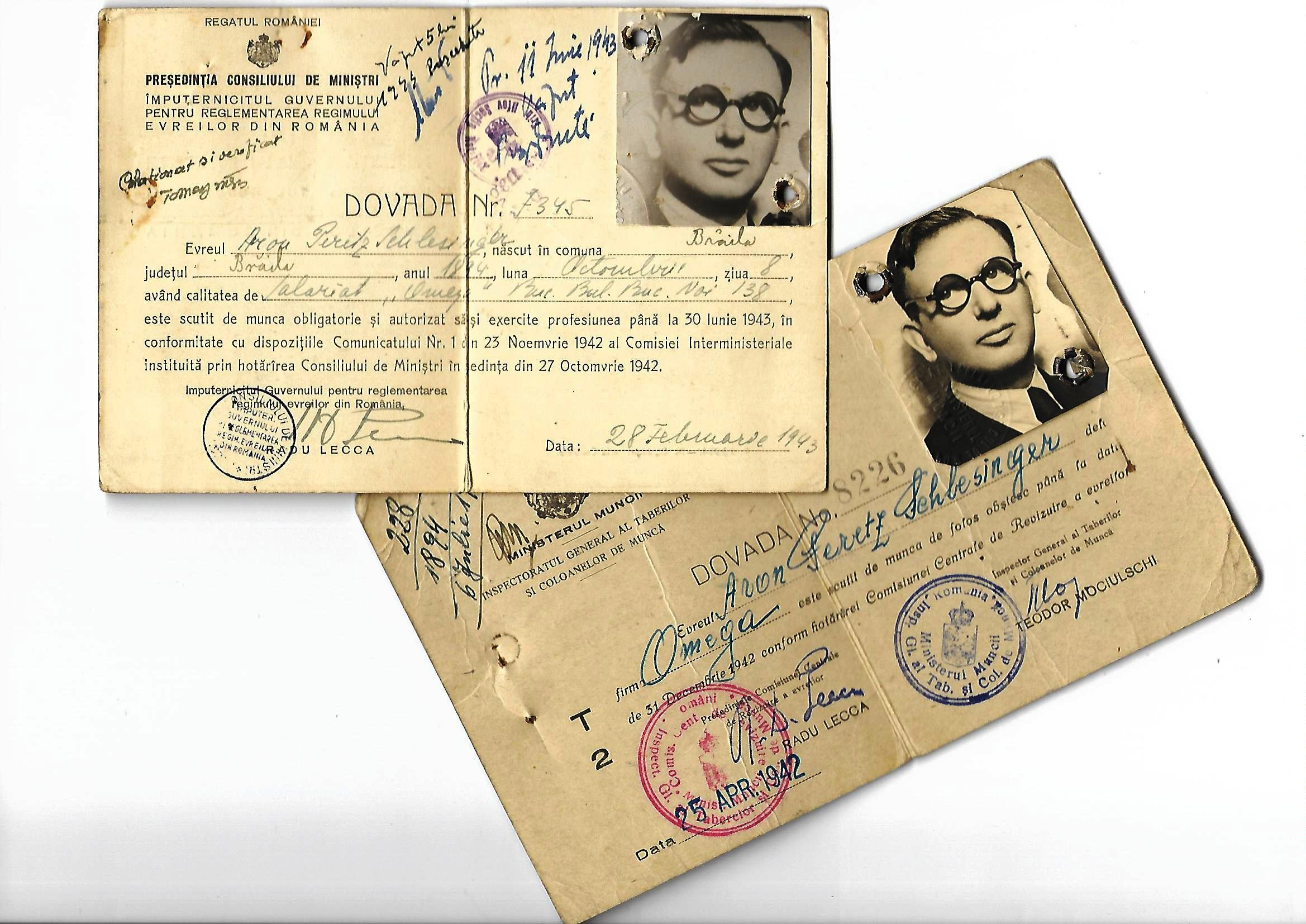
Cartes d'identité spéciales émises pour les Juifs et signées demain de Radu Lecca (1943).
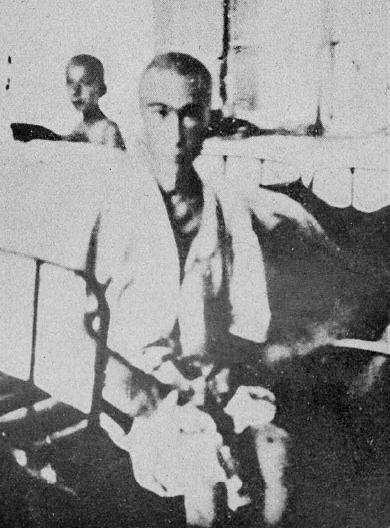
Deux adolescents juifs affamés, déportés en Transnistrie par le gouvernement roumain (1943-1944).
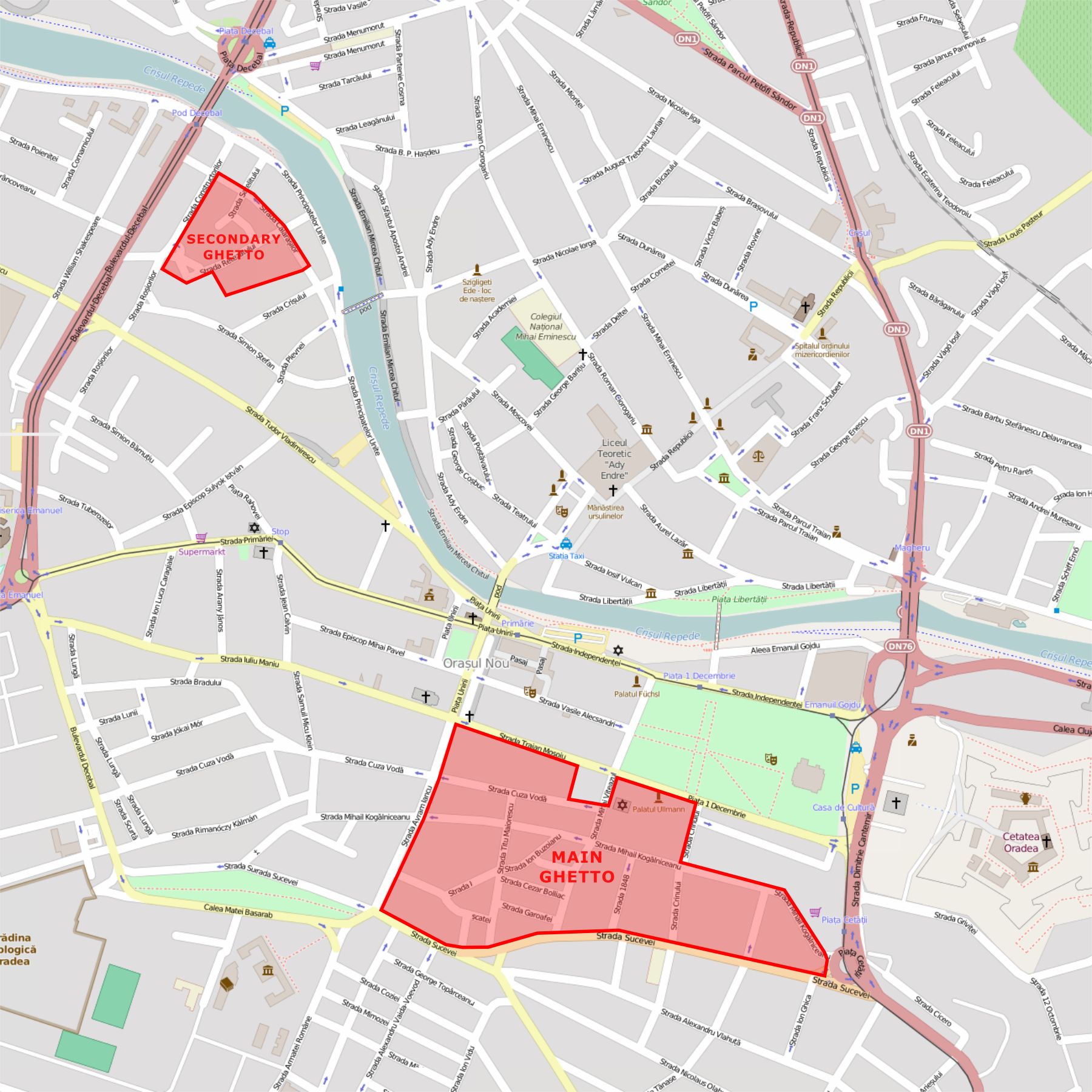
Carte des ghettos juifs d'Oradea en Roumanie, soit en Hongrie à l'époque (printemps 1944).

##### L'action de la famille royale envers les Juifs

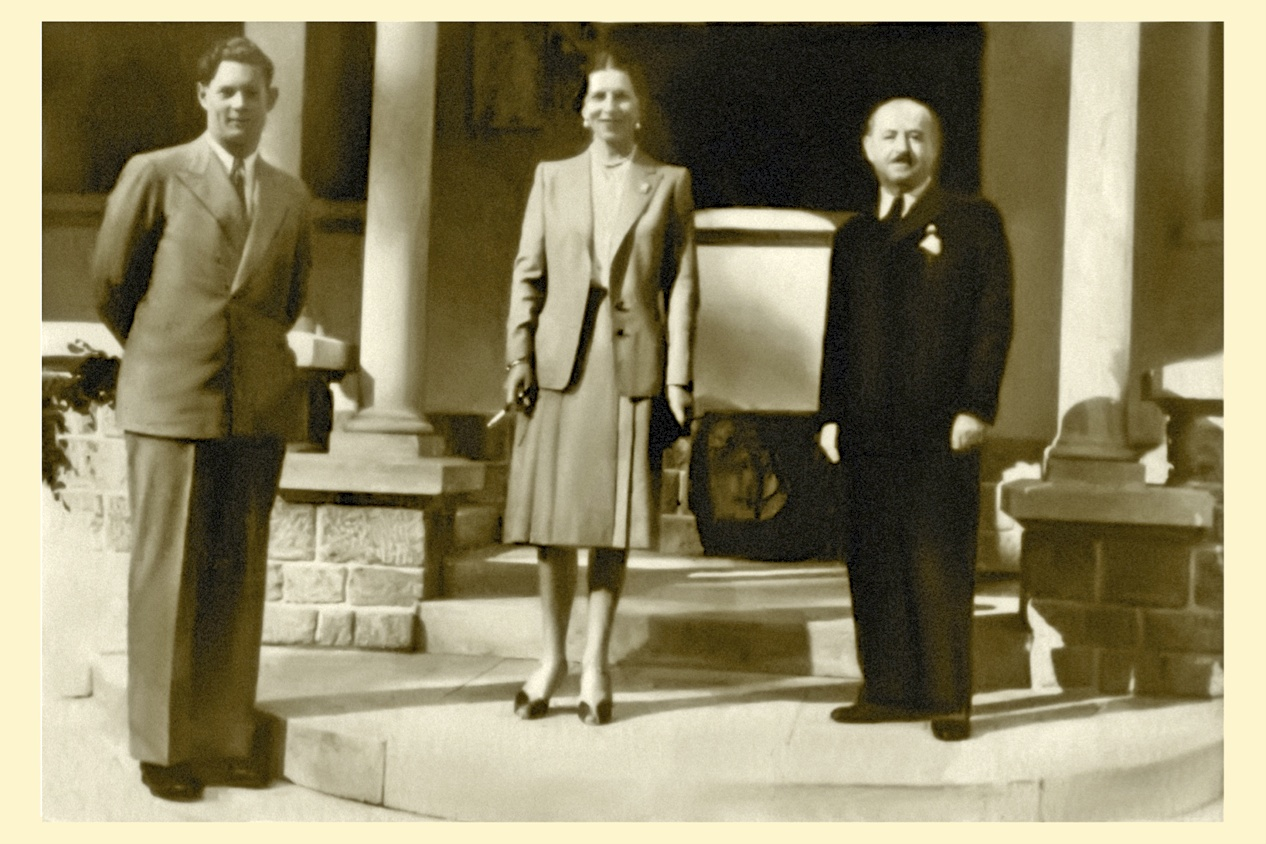
Le roi Michel Ier de Roumanie, la reine mère Hélène de Grèce et l'ophtalmologiste Nicolae Blatt qui alerta la reine mère, devant le château de Foișor à Sinaia, années 1940.

La reine mère Hélène reçoit le titre de Juste parmi les nations à titre posthume en 1993 pour avoir œuvré au sauvetage de Juifs pendant la Shoah à travers ses nombreux plaidoyers entre 1943-1944, pour permettre aux Juifs de revenir de déportation en Transnistrie,.

Toutefois, l'historienne Maria Bucur (en) tout comme son confrère Jean Ancel, spécialiste de l'Holocauste roumain,, considèrent que « la reine mère et le roi ont fait très peu pour les Juifs de Roumanie car la famille royale n’a condamné ni le vol des biens juifs ni la politique de roumanisation : elle n’est pas intervenue et n’a pas protesté lors du pogrom de Iași, pas plus que lors des campagnes d’extermination et de déportation de Bessarabie et de Bucovine en Transnistrie. Elle n’a pas même eu quelques mots de réconfort pour la population persécutée, pillée et assassinée ». Le roi Michel reconnut d'ailleurs leur part de responsabilité lors de son discours à la commémoration des victimes de la Shoah de 2006 où il déclara : 
« Nous, tous les Roumains et ma famille incluse, devons continuer à chercher dans notre conscience la condamnation des immenses crimes commis en notre nom ou au nom de notre pays (…) et nous étions coupables (…). Nous avions l'une des plus grandes communautés juives d'Europe, un vaste groupe de personnes entreprenantes, hommes et femmes de culture, peuple serviable et qui aurait aidé la Roumanie d'aujourd'hui. À la fin, tous les Roumains, comme toutes les nations européennes, sont les perdants de la Shoah. Aujourd'hui, nous partageons la douleur tous ensemble, et cette douleur nous liera pour des siècles ».

#### Période communiste

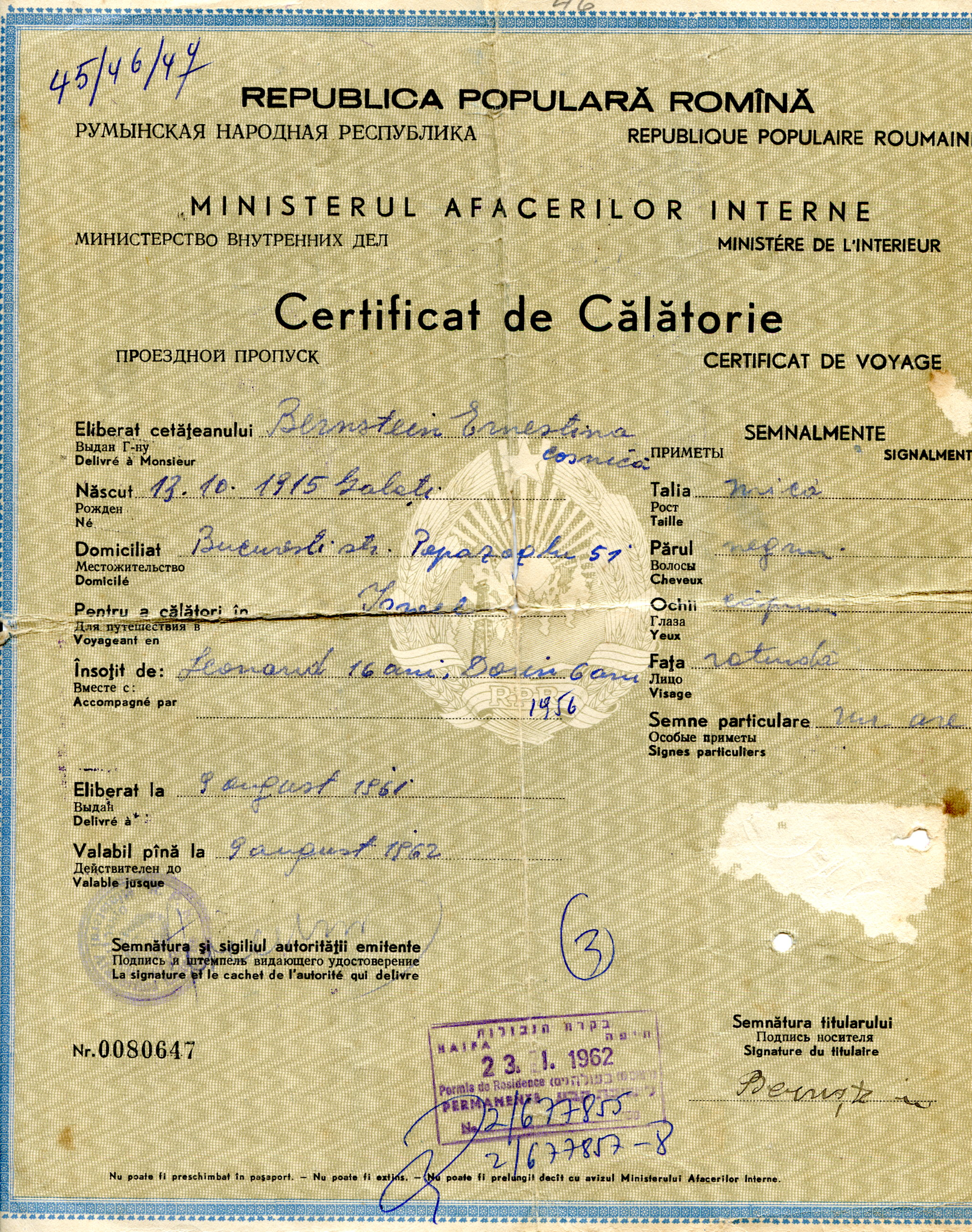
Ce « certificat de voyage » de l'État communiste de 1961, autorisation très difficile à obtenir et sans laquelle il était impossible de sortir du pays, était, pour les Juifs de Roumanie, le premier obstacle à surmonter sur le chemin de l’alya. L’une des exigences pour l’obtenir, était d’être invité par un citoyen du pays de destination (ici Israël) qui devait pour cela acquitter une lourde taxe à l’ambassade roumaine de ce pays ; cette taxe était proportionnelle au niveau d’études de la personne invitée.

Après la sortie de l'Axe et la fin de la Shoah, c'est-à-dire à partir de l'été 1944, mais surtout à partir de 1948, 197 000 Juifs émigrent de Roumanie (environ 161 000 Juifs roumains) ou des régions ex-roumaines de l'URSS (36 000 Juifs soviétiques)  vers la Palestine/Israël.
Contrairement à une légende véhiculée par les nationalistes roumains, l'instauration du communisme ne séduisit que fort peu de Juifs (même si quelques-uns se trouvèrent durant quelques années aux commandes du Parti communiste roumain qui prit le pouvoir par le coup d'état du 6 mars 1945), d'autant que le judaïsme était, comme toutes les religions, considéré comme un « opium du peuple ».
Les Juifs présents dans la direction du parti communiste, dont les plus connus sont Anna Pauker et Joseph Kichinevski, ne se sont pas comportés en juifs (cela aurait été du « nationalisme bourgeois archaïque et rétrograde » ou pire : du « cosmopolitisme ») mais en communistes staliniens, et, à ce titre, bien des Juifs se retrouvent eux aussi en camp comme « exploiteurs », « bourgeois » ou « éléments douteux », après la consolidation du régime en 1946-1947. 

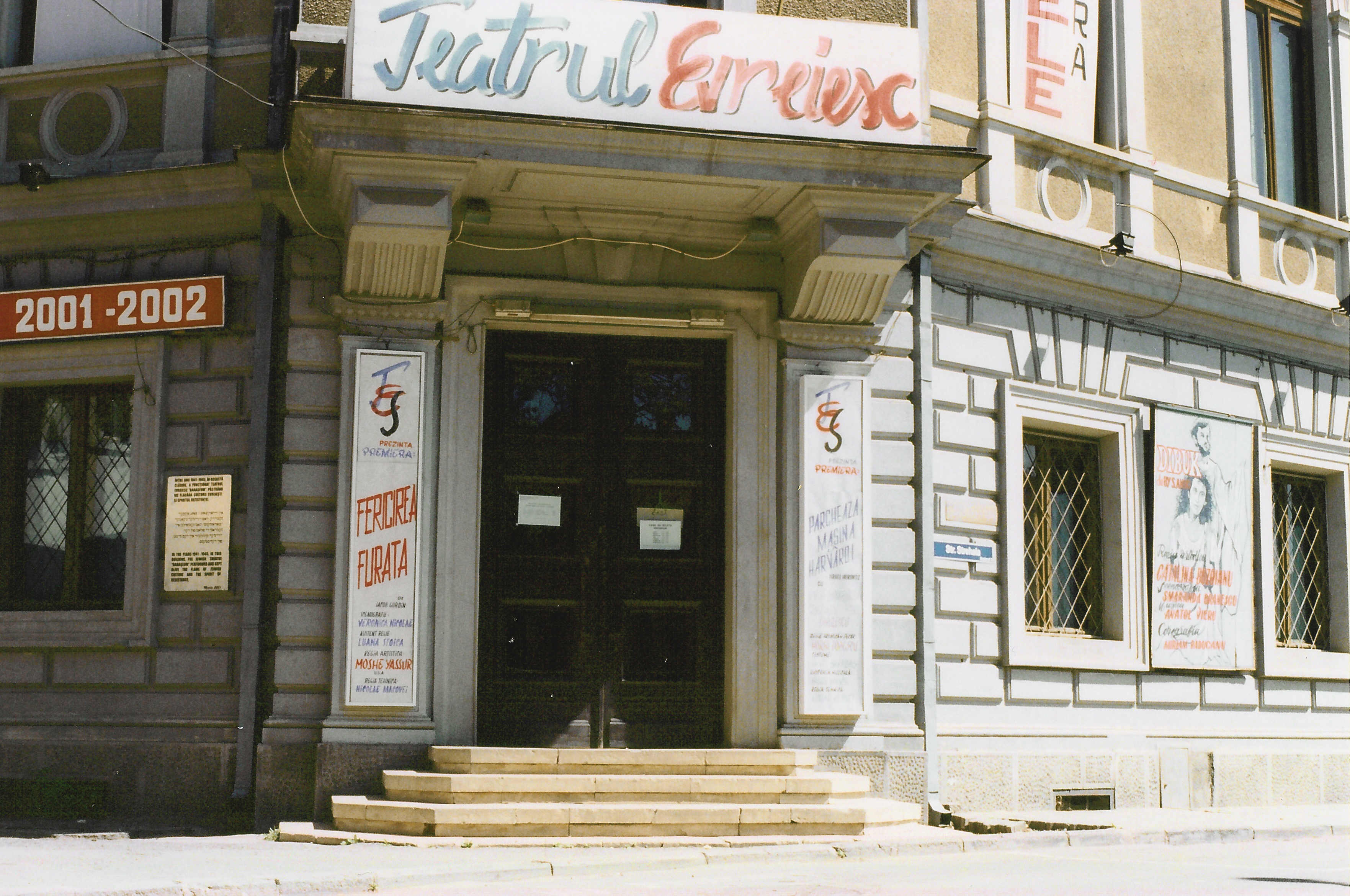
Théâtre juif (Teatrul Evriesc) au 15 rue Iuliu Barash à Bucarest.

Si le régime communiste permet la résurgence de théâtres et de journaux en yiddish, ainsi que de quelques orchestres klezmer, ce folklore d'opérette, comme le folklore roumain, magyar ou saxon, coupé de ses racines et embrigadé par la propagande officielle, ne parvient pas à dissimuler l'étouffement de toute vie intellectuelle et économique, ce qui est rétrospectivement considéré au XXIe siècle comme un « antisémitisme occulte » du régime communiste.

##### Émigration
Au fil des années, la communauté s'étiole, émigrant vers Israël, vers la France ou vers les États-Unis, et les Juifs ne sont plus que 146 274 au recensement de 1956.
Comme le fascisme d'Antonescu avant lui, le régime communiste a bien tiré profit de cette émigration, en faisant payer le droit d'émigrer (comme pour les Allemands ou les Grecs de Roumanie) au prorata du niveau d'études ou de formation atteint qui, chez les Juifs roumains, était généralement élevé. Entre 2 000 et 50 000 dollars sont réclamés pour émigrer en 1978 et dans certains cas, il s'agit de 250 000 dollars ou même d'échantillons d'armes contre un visa. Ce trafic rapporte des centaines de millions de dollars aux autorités ainsi que des crédits bancaires dont Israël paie une partie des intérêts. « Le pétrole, les Juifs et les Allemands sont nos meilleurs produits d'exportation », plaisantait Nicolae Ceaușescu.
Entre fascisme et communisme, le judaïsme roumain a péri mais son histoire est bien connue en Israël, où plusieurs journaux et de nombreux livres paraissent en roumain.

#### Période post-communiste

##### Roumains antisémites?

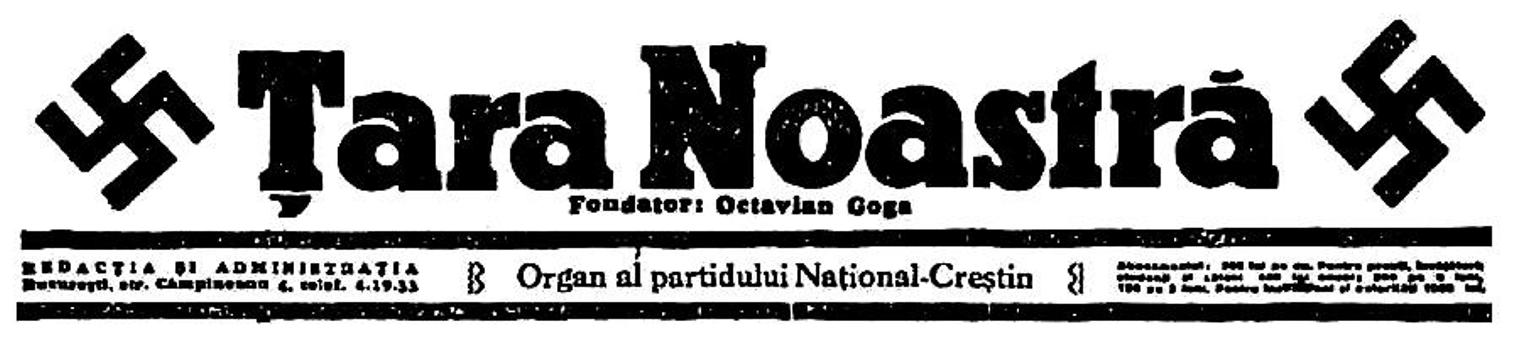
« Ţara Noastră », l'« organe fasciste et antisémite du Parti national chrétien », publié à Bucarest par le poète Octavian Goga. La croix gammée, incorporée dans le logo du journal en 1935, était le symbole national chrétien et « aryen ».

La chute de la dictature communiste en 1989 permit l'ouverture des archives, l'accès aux documents de l'armée roumaine et le travail « non-dirigé » des historiens. Les crimes de la Garde de Fer et du régime Antonescu ont été officiellement reconnus en 2004, en même temps que ceux du communisme, sous la présidence de Traian Băsescu, après que la « commission Wiesel » mise en place sous le mandat d'Ion Iliescu eut rendu ses conclusions. Il existe aujourd'hui trois interprétations de la Shoah en Roumanie. Les auteurs relatent tous les mêmes faits mais ceux qui les ont eux-mêmes vécus, tels Matatias Carp, Raul Hilberg, Marius Mircu ou Raoul Rubsel les décrivent comme un hiatus d'inhumanité, une parenthèse monstrueuse dans l'histoire du peuple roumain, due au populisme, à l'effondrement de l'État de droit et de la démocratie parlementaire dans les années 1930, favorisés par la grande Dépression économique. À l'encontre de cette position, des historiens comme Carol Iancu (Français, Université de Montpellier), Leon Volovici (Britannique) ou Radu Ioanid (Américain) parmi quelques autres, estiment que les courants xénophobes et antisémites qui ont abouti aux crimes, font partie intégrante de l'identité roumaine, partageant ainsi le point de vue des survivants de la Garde de fer et du parti extrémiste actuel Noua Dreaptă (« Nouvelle droite »). C'est aussi la position prise par les commentateurs français du Livre noir de Carp.

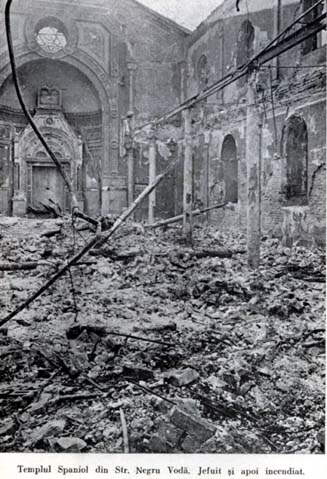
Synagogue séfarade de Bucarest, après avoir été pillée et incendiée durant le pogrom de 1941.

Florin Constantiniu dans son Histoire sincère de la Roumanie et le rapport final de la Commission internationale sur le Shoah en Roumanie validé le 11 novembre 2004 par le parlement roumain, ne se prononcent pas sur cette question, mais soulignent que la disparition de la démocratie et la légitimation de la violence comme moyen politique, ont rendu ces crimes possibles, et que la brutalité ainsi déchaînée d'abord contre les Juifs et les Roms, a sévi ensuite, sous un autre régime, jusqu'au 22 décembre 1989 au détriment de l'ensemble du peuple roumain. L'historien Neagu Djuvara, pour sa part, a estimé que la première position (celle de l'hiatus) est « cathartique, car elle suscite l'horreur chez les jeunes générations, et les incite à prendre des moyens pour que cela ne recommence pas », tandis que la deuxième position (celle de l'antisémitisme comme partie intégrante de l'identité) est « génératrice de nouvelles formes de xénophobie, car le jeune lecteur se trouve accusé et culpabilisé d'être antisémite par le seul fait d'être né roumain, ce qui ne l'incite pas à ressentir de l'empathie pour les victimes, et peut le pousser à adhérer aux fantasmes des bourreaux » ; il ajoute que « si l'on appliquait cette position à la France, il faudrait considérer Arthur de Gobineau, Charles Maurras, Joseph Darnand, Jacques Doriot et le régime de Vichy comme une part incontournable de l'identité française ».
Quoi qu’il en soit, la thèse roumanophobe du « Roumain forcément antisémite » est, depuis que les Roumains peuvent voter librement, largement réfutée dans les urnes : le candidat socialiste ex-communiste Ion Iliescu et ses successeurs l’ont très largement emporté (de 85 % et 65 % des voix) aussi bien face à la droite libérale (qui n’a emporté les présidentielles que deux fois en un quart de siècle) que surtout face aux nationalistes roumains (et il en fut de même au Parlement, qui est constamment resté à gauche depuis 1989). De plus, l’accès aux archives a révélé des faits oubliés : à l’encontre du régime d’Ion Antonescu, il y eut des citoyens roumains qui, avec humanité et droiture, s’y sont opposés. Dans l’armée roumaine, la guerre aux côtés des nazis et les ordres enjoignant de massacrer des civils étaient loin de faire l’unanimité : de juin 1941 à août 1944, 86 000 condamnations en cour martiale sont prononcées pour refus d’obéissance et/ou tentative de passage aux Soviétiques,.
Malgré cela, la présence, en Roumanie comme ailleurs, d'antisémites soit par nationalisme populiste local comme dans le cas du parti Noua Dreaptă (« Nouvelle droite »), soit par solidarité avec la cause cause palestinienne parmi les musulmans du pays, a rendu les juifs roumains du XXIe siècle peu enclins à se déclarer comme tels, et seuls 3 271 d'entre eux l'ont fait au recensement de 2011.

#### Synagogues
La plupart des synagogues de Roumanie dataient du XIXe siècle. Pendant la période fasciste, la plupart d'entre elles ont été fermées, plusieurs pillées. La moitié de la communauté a péri dans la Shoah roumaine. Durant la seconde partie de la période communiste, à la suite de l’alya de la quasi-totalité de l'autre moitié, faute de fidèles la plupart des synagogues ont été abandonnées, sont devenues vétustes, ont été pillées et plusieurs ont finalement été démolies. Quelques-unes ont été rénovées après le rétablissement de la démocratie, mais pas toujours en tant que lieux de culte.
La liste des synagogues de Roumanie est publiée en 2008 par la Fédération des communautés juives de Roumanie dans Seventy years of existence. Six hundred years of Jewish life in Romania. Forty years of partnership FEDROM – JOINT (Soixante-dix ans d'existence. Six cents ans de vie juive en Roumanie. Quarante ans de partenariat FEDROM-JOINT).

##### Galerie

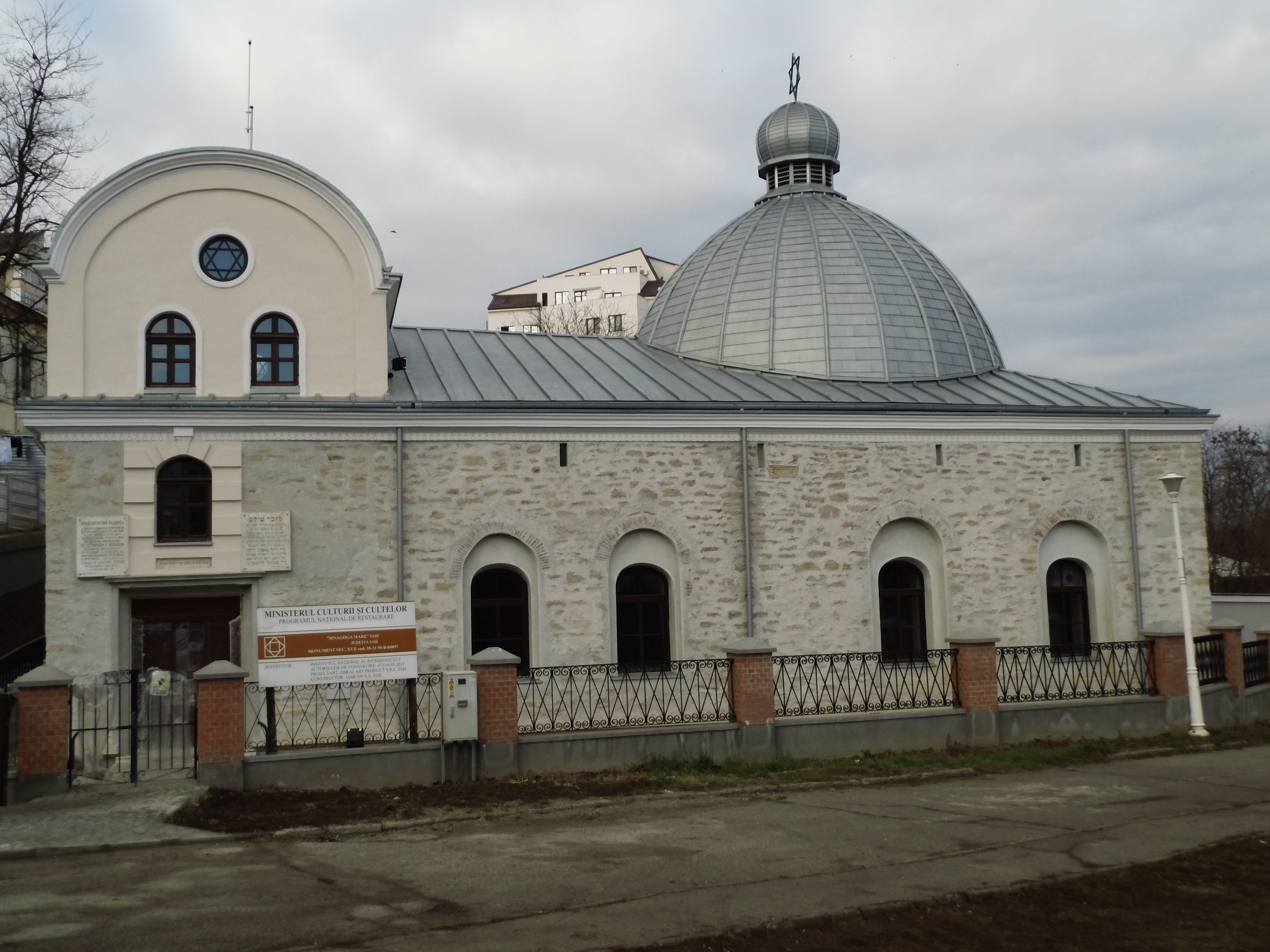
Grande synagogue de Iași, après réfection, construite entre 1657 et 1671.
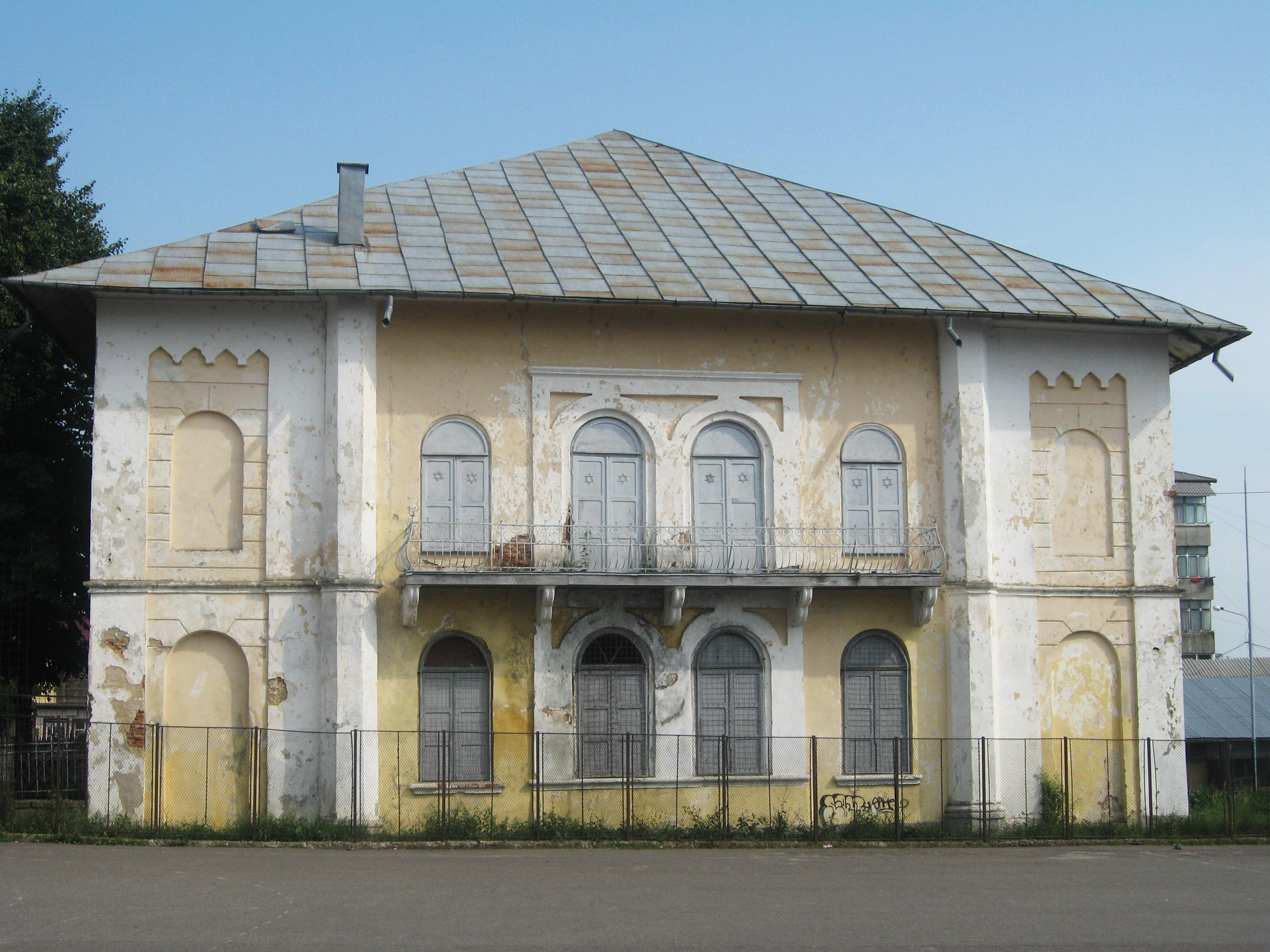
Grande synagogue de Fàlticeni, construite initialement en bois en 1795, incendiée en 1852, reconstruite en briques et pierres.
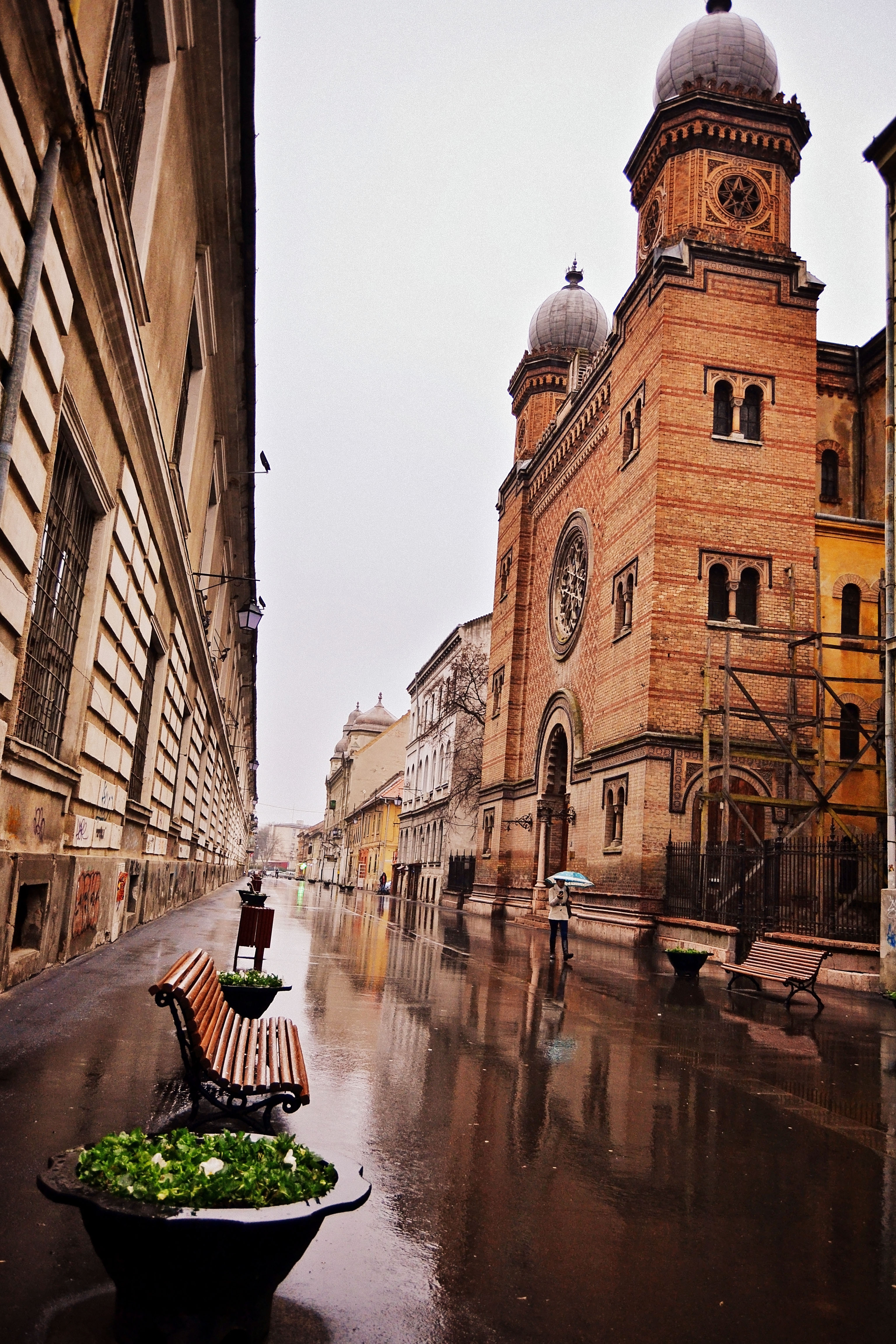
Synagogue de Fabric de Timișoara, de style mauresque, reconstruite en 1865
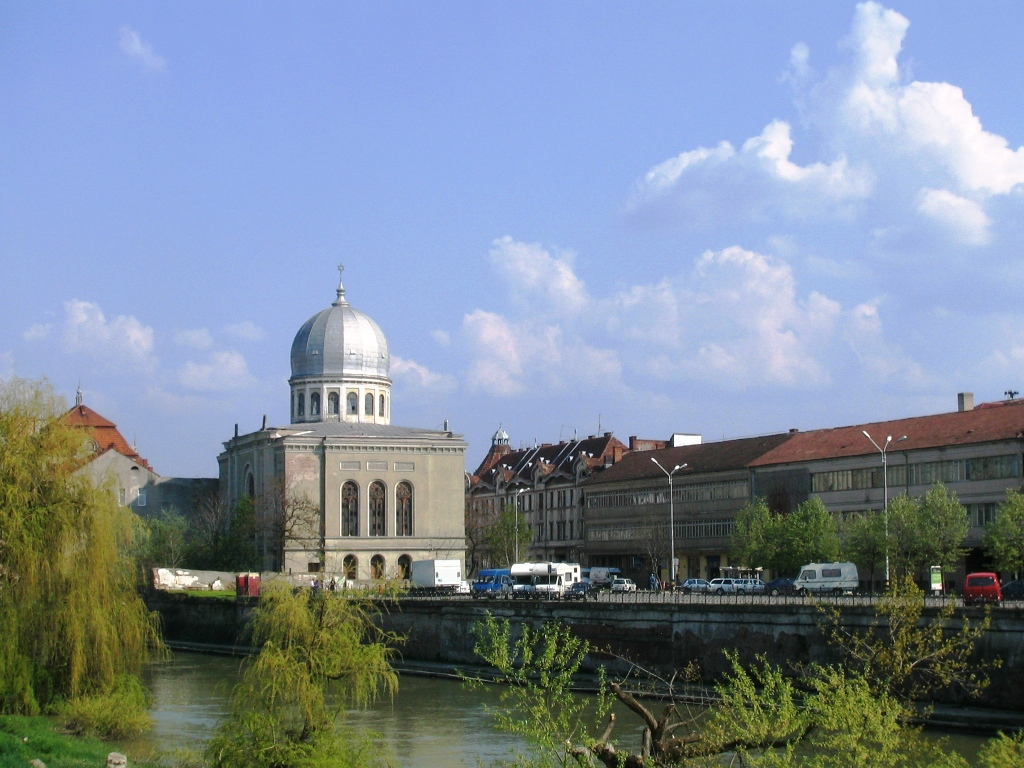
Synagogue d'Oradea, construite en 1887.
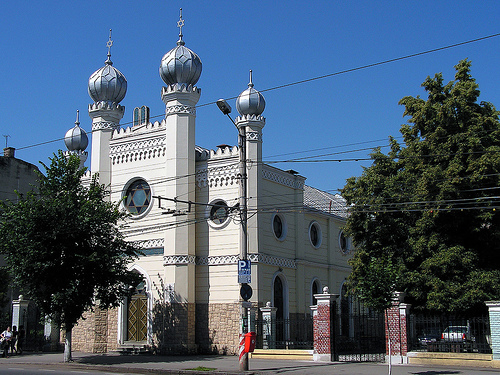
Synagogue de Cluj-Napoca ((ro) : Sinagoga Neologă), construite en 1887, endommagée et reconstruite plusieurs fois, elle est dédiée aujourd'hui à la mémoire des victimes de la Shoah ((ro) Templul Memorial al Deportaților).
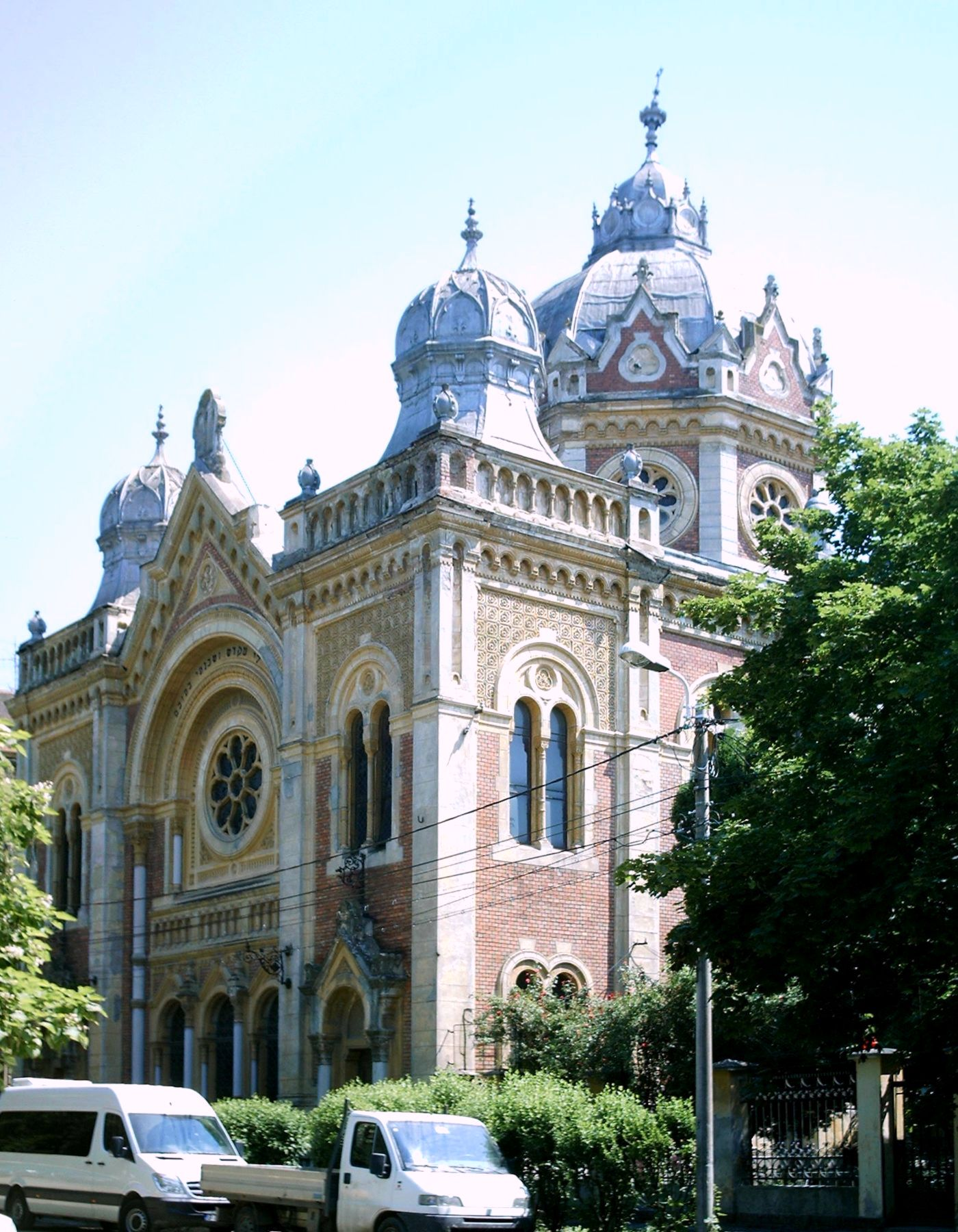
Nouvelle synagogue Fabric de Timișoara. Construite en 1899, de style éclectique et néo-gothico-mauresque, quasiment en ruines puis rénovée et reprise pour une période de  35 ans, par le Théâtre national de Timisoara (ro).
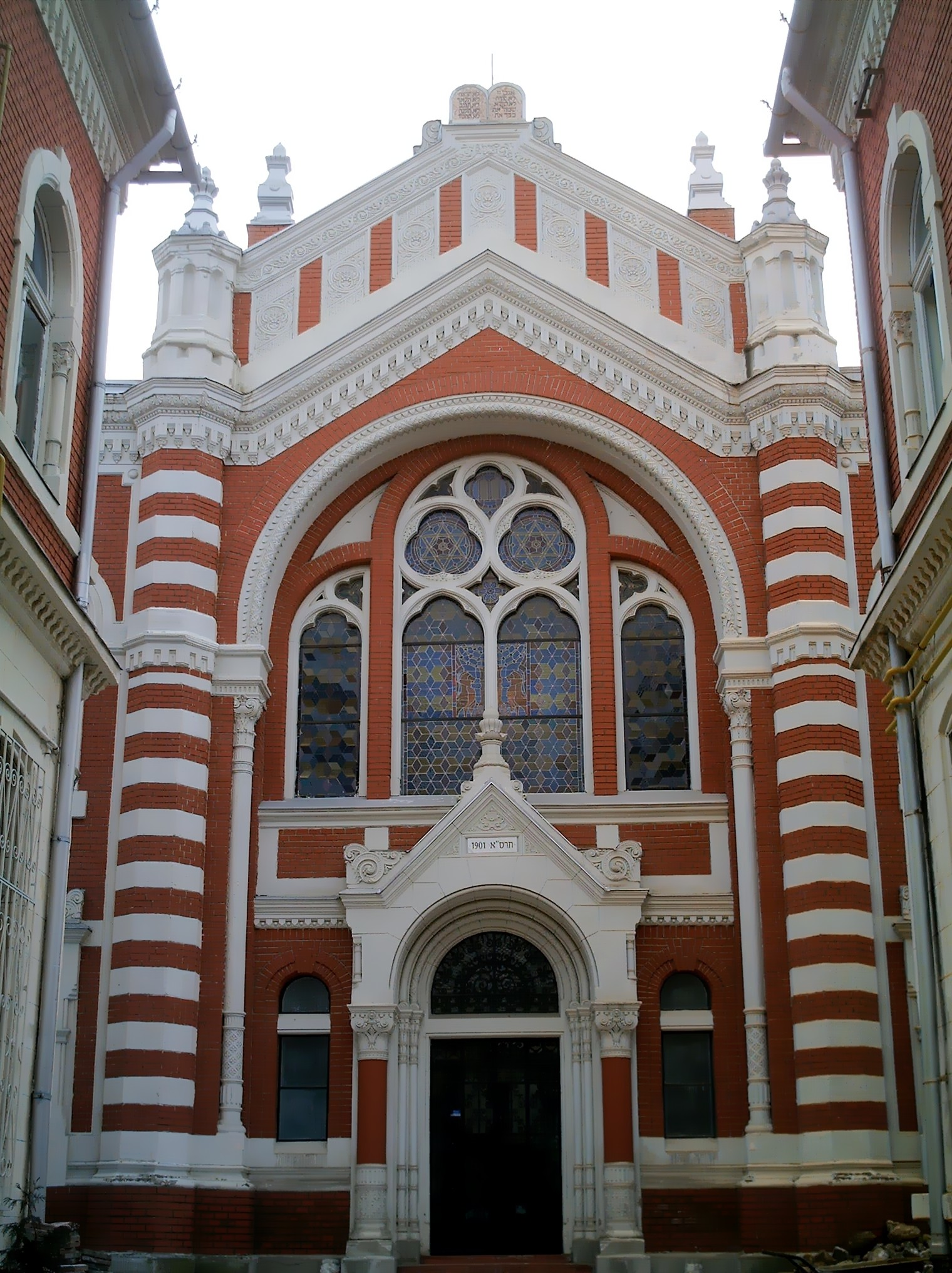
Synagogue de Brașov, construite en 1901.
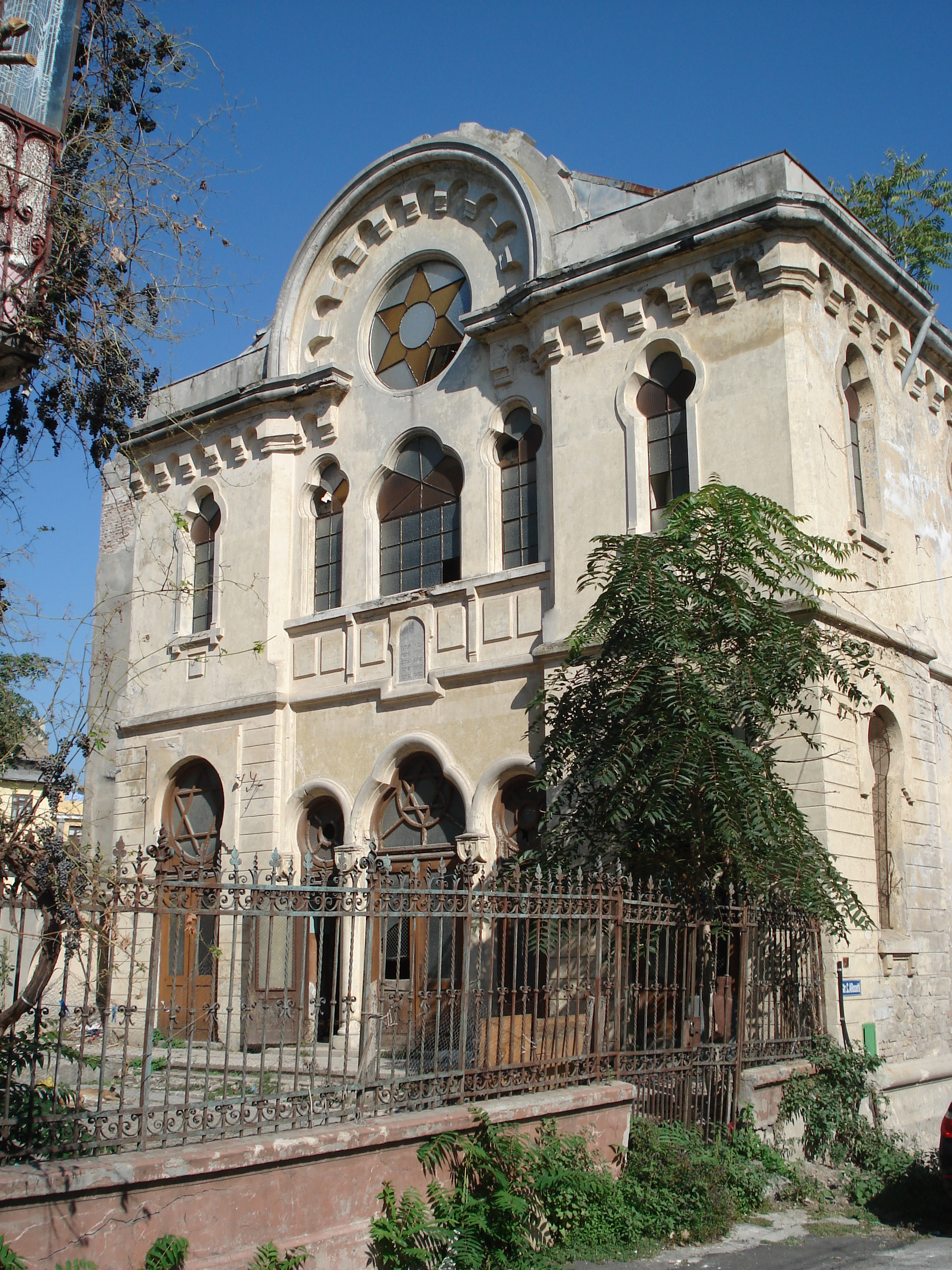
Synagogue ashkénaze de Constanza, construite au début du XXe siècle (photo de 2006 : en ruines).
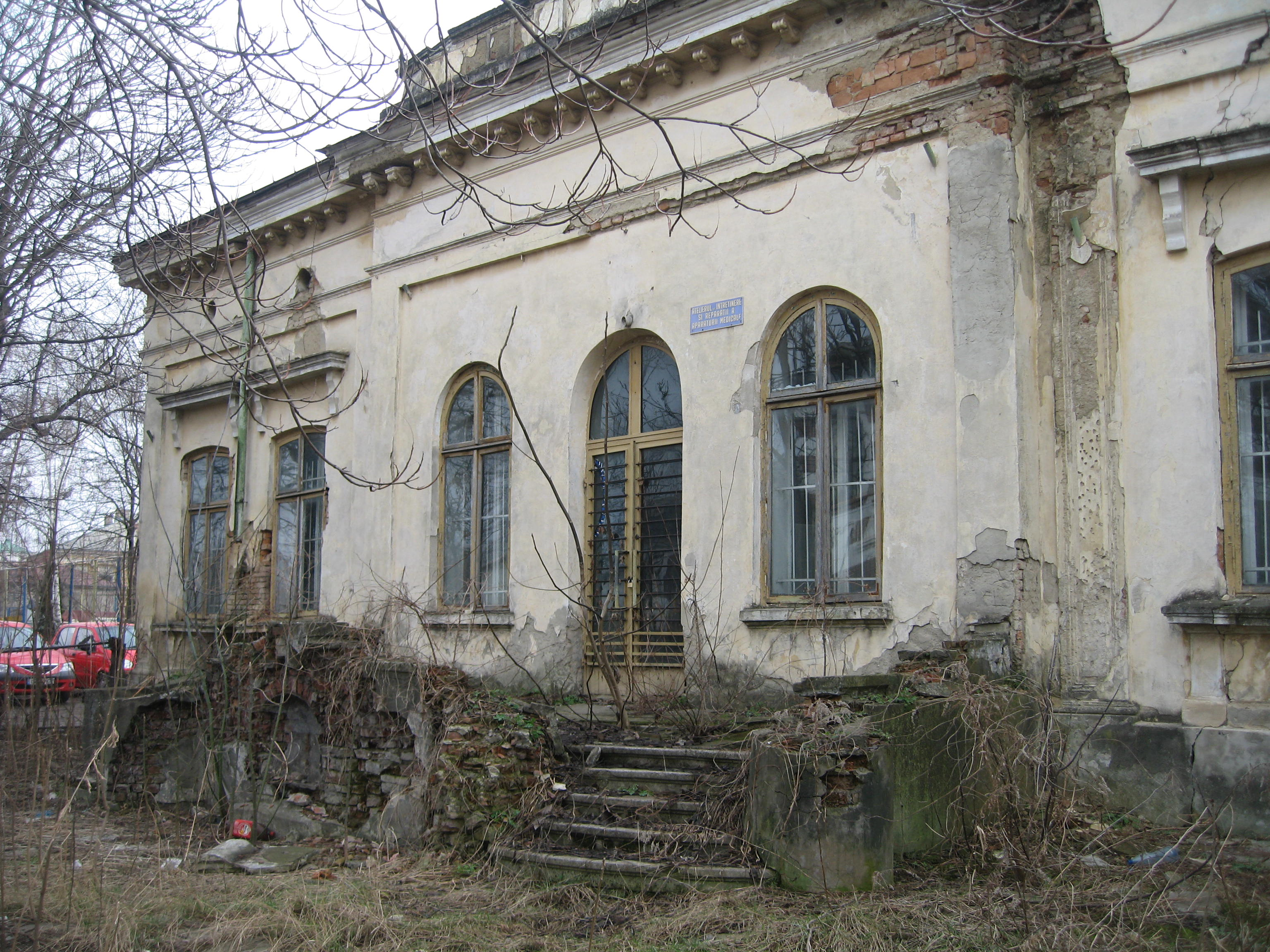
Entrée de l'ancienne maison C. Corjescu, en ruines à Iaşi. Construite en 1915, devenue hôpital israélite (inscription en pignon : « Hôpital pour enfants - Polyclinique Dr L. Ghelerter ») et souvent confondu avec la synagogue principale de Iaşi (ro).
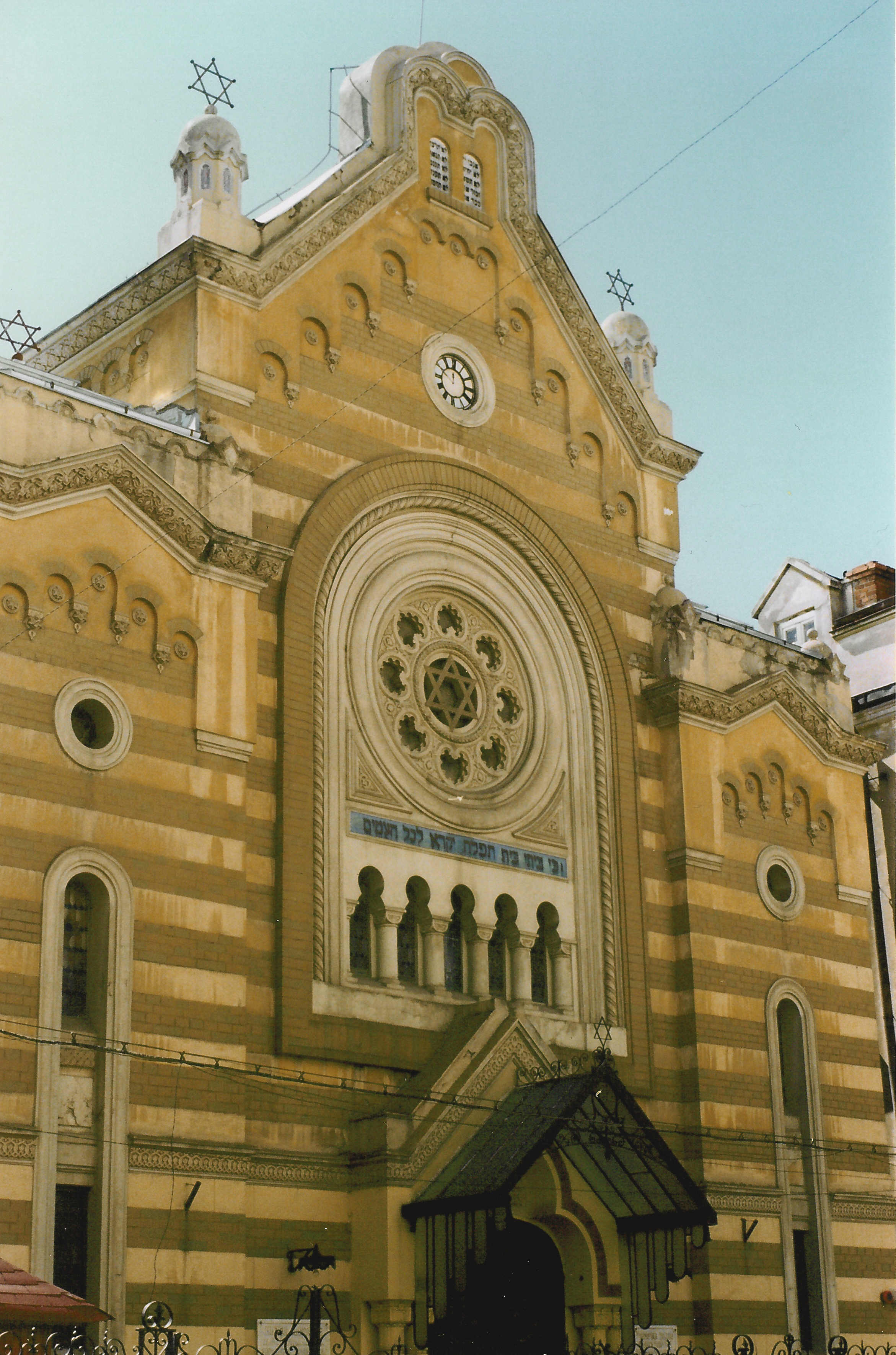
Musée juif de Bucarest, Str. Mămulari Nr. 3. Anciennement synagogue de l'Union sacrée (en roumain (ro) Templul Unirea Sfântă).

## Démographie
Dans l'Entre-Deux-guerres, 13 000 Juifs habitent la ville de Timisoara et selon le recensement de 1930, 4 216 Juifs vivent dans la ville de Fălticeni, représentant 36,6 % de la population totale.

### Évolution de la population juive
Le nombre des Juifs du pays s'élevait à quelque 756 930 avant-guerre contre 356 237 en 1941 (après la perte de la plupart des territoires à forte densité juive), et seulement 146 274 au recensement de 1956. Au fil des années, la communauté s'est étiolée, émigrant vers Israël, la France ou les États-Unis : le recensement de 2002 ne trouve que quelque 6 179 Juifs et celui de 2011, à peine 3 271.

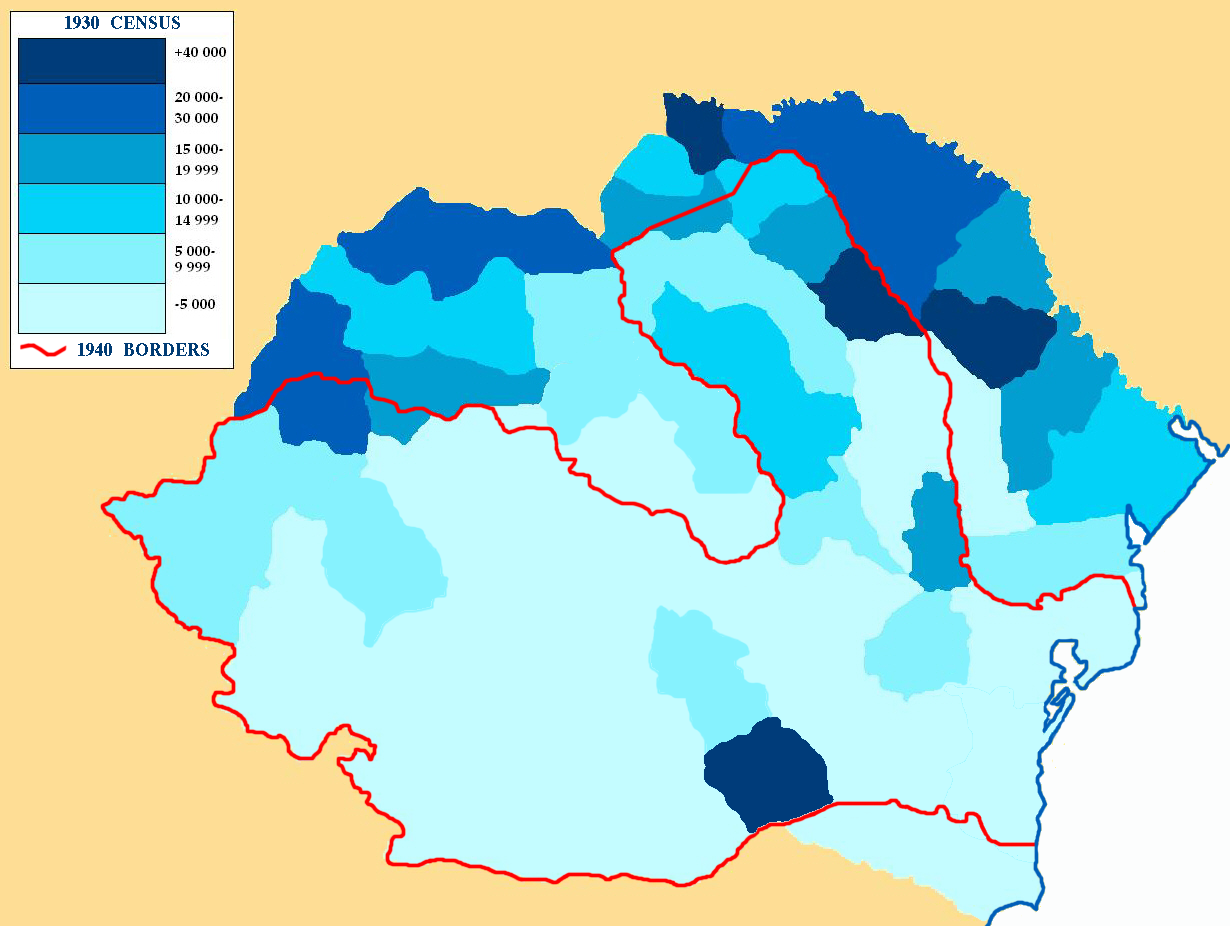
Répartition des Juifs en Grande Roumanie selon le recensement de 1930.
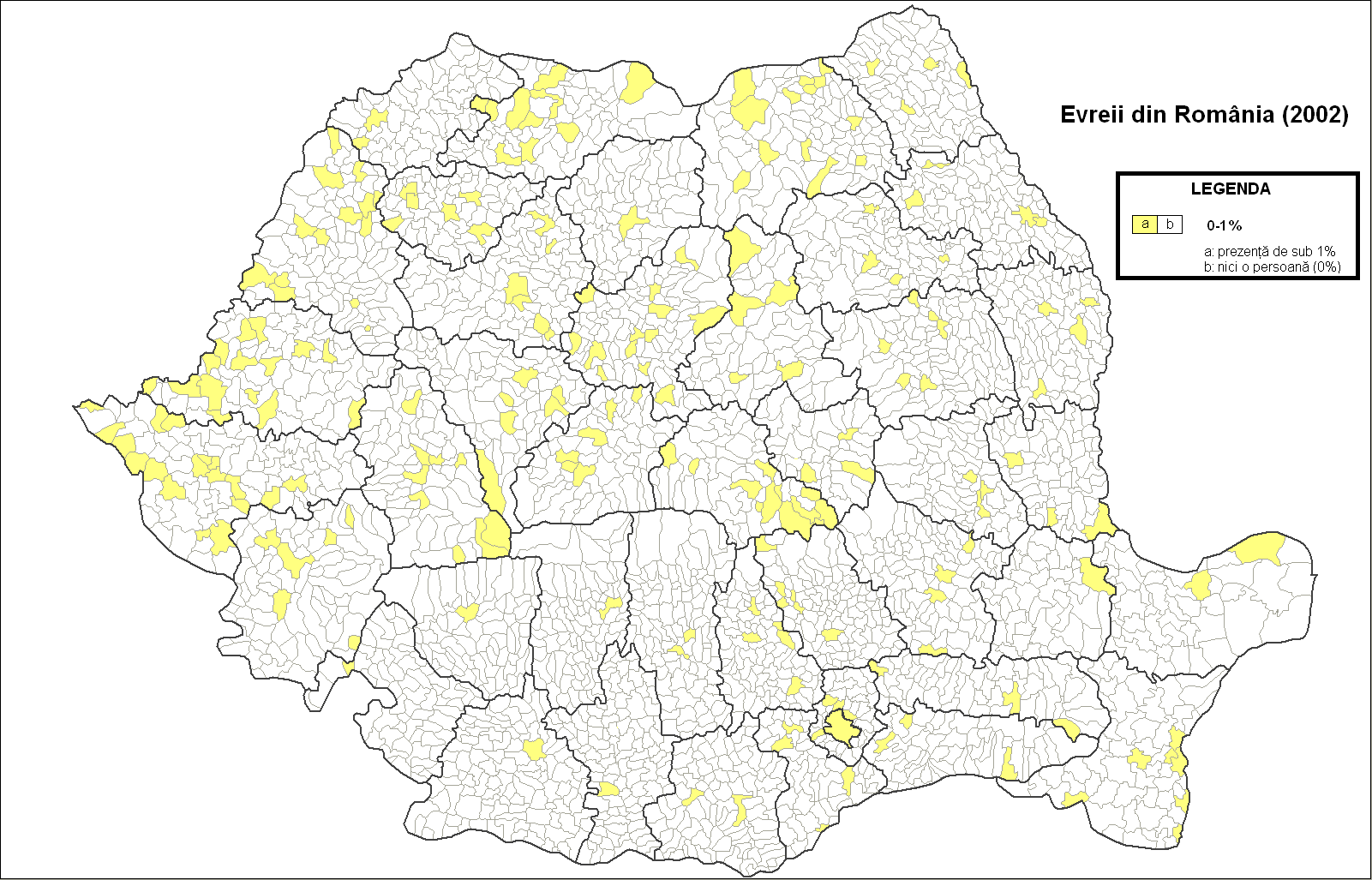
Répartition des Juifs en Roumanie selon le recensement de 2002.
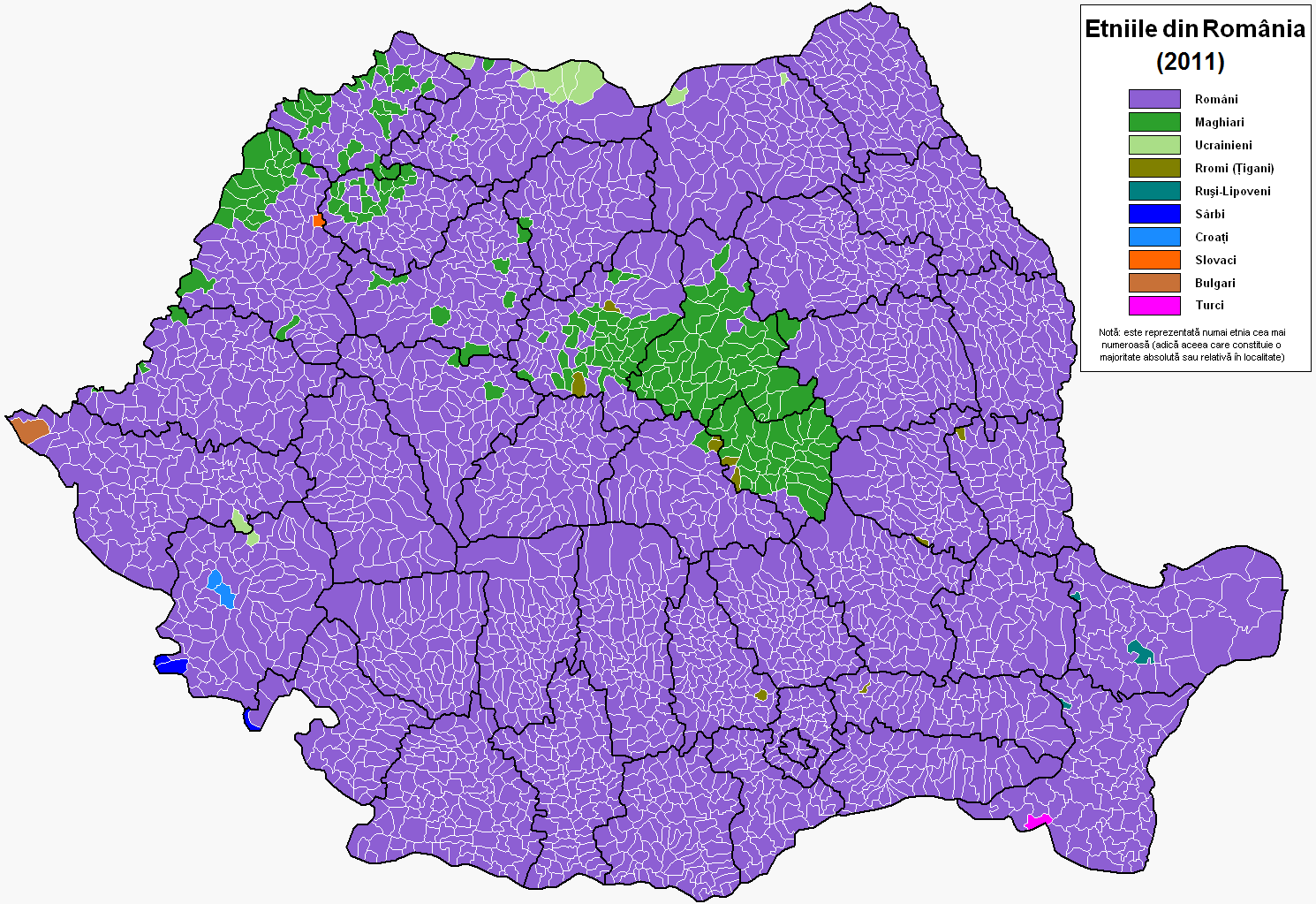
Ethnies en Roumanie où les Juifs ne figurent plus sur la carte, selon le recensement de 2011.

| Année                                      | Juifs   | Juifs | Personnes de langue maternelle yiddish | Personnes de langue maternelle yiddish | Personnes de religion juive | Personnes de religion juive |
| Année                                      | Nombre  | %     | Nombre                                 | %                                      | Nombre                      | %                           |
| ------------------------------------------ | ------- | ----- | -------------------------------------- | -------------------------------------- | --------------------------- | --------------------------- |
| 1930                                       | 728 115 | 4,0   | 518 754                                | 2,9                                    | 756 930                     | 4,2                         |
| 1941 (sans les territoires perdus en 1940) | 356 237 |       |                                        |                                        |                             |                             |
| 1948                                       |         |       | 138 795                                | 0,9                                    |                             |                             |
| 1956                                       | 146 264 | 0,8   | 34 337                                 | 0,2                                    |                             |                             |
| 1966                                       | 42 888  | 0,2   | 5 143                                  | 0,03                                   |                             |                             |
| 1977                                       | 24 667  | 0,1   | 3 429                                  | 0,02                                   |                             |                             |
| 1992                                       | 8 955   | 0,04  | 964                                    |                                        | 9 670                       | 0,04                        |
| 2002,                                      | 5 785   | 0,02  | 951                                    |                                        | 6 057                       | 0,03                        |
| 2011                                       | 3 271   | 0,02  | 643                                    |                                        | 3 519                       | 0,02                        |

## Pèlerinage
Le rabbin Oppenheimer dont la piété et les prières auraient sauvé la population de Timisoara de la peste noire entre les XVIIe et XVIIIe siècles, connaît une recrudescence de pèlerins de différentes confessions venus sur sa tombe pour prier afin de recouvrer la santé ou pour diverses bénédictions

## Mémoriaux

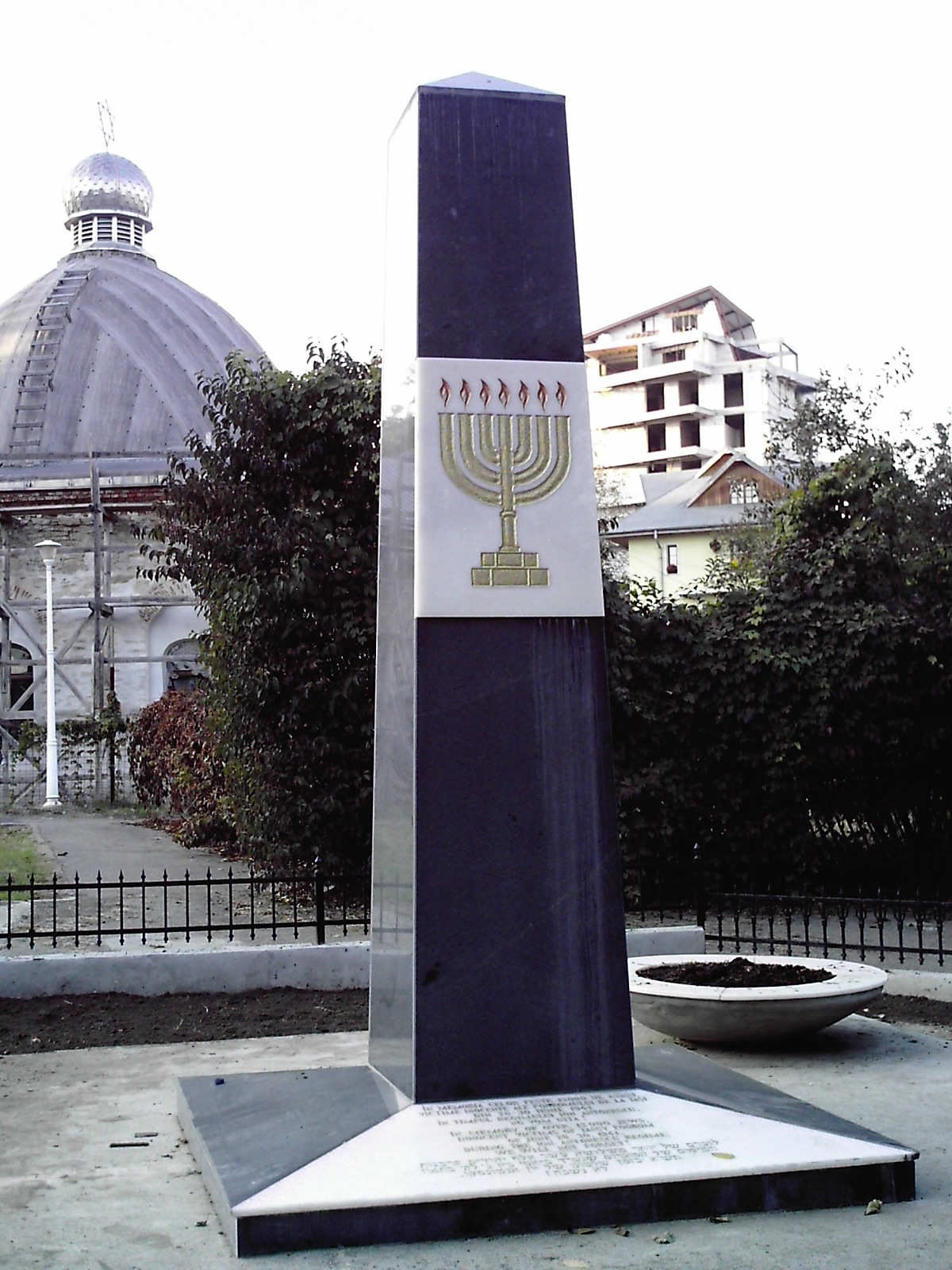
Pour les victimes du pogrom de Iași.
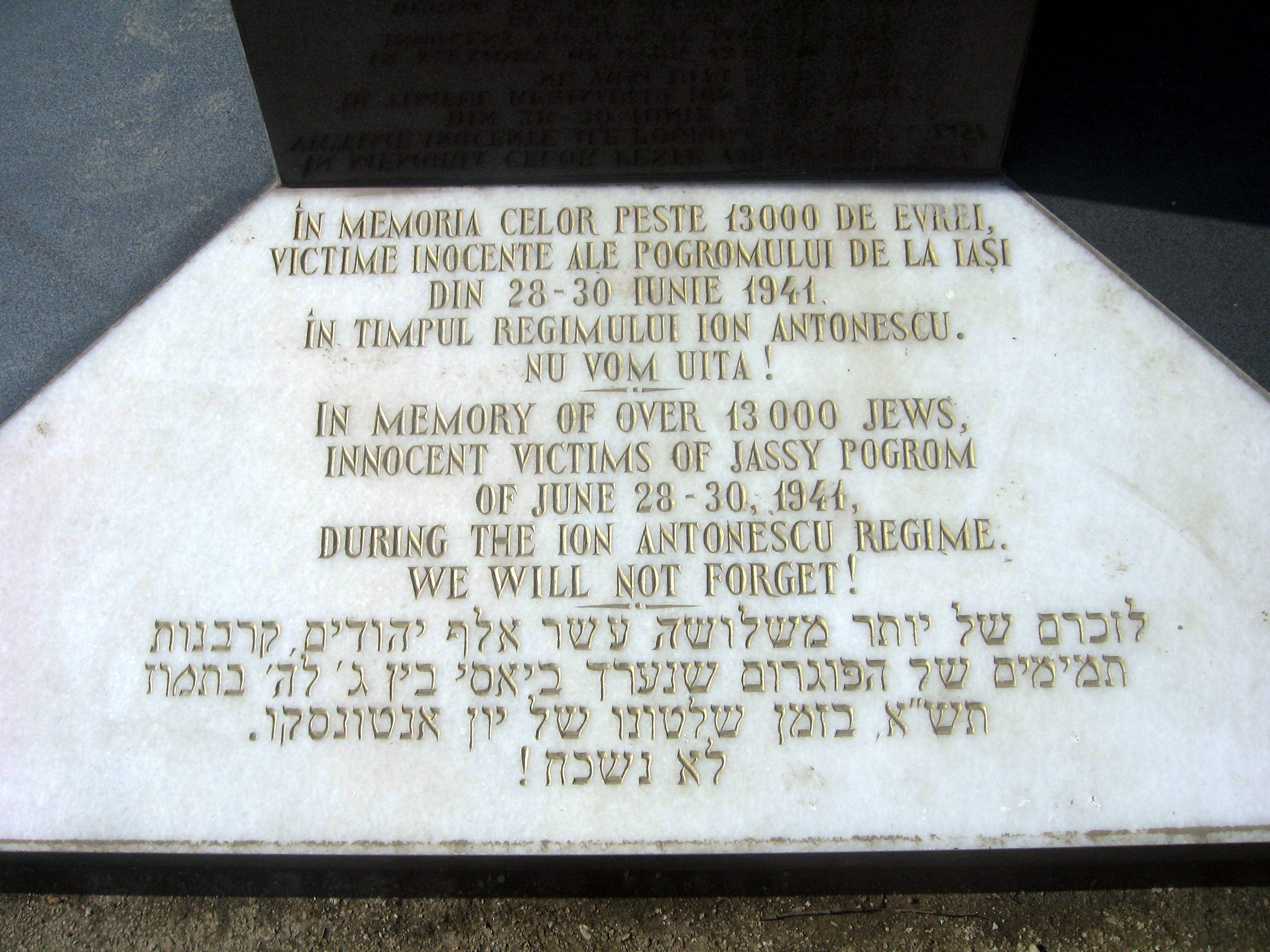
Inscription sur le mémorial aux victimes de Iași.
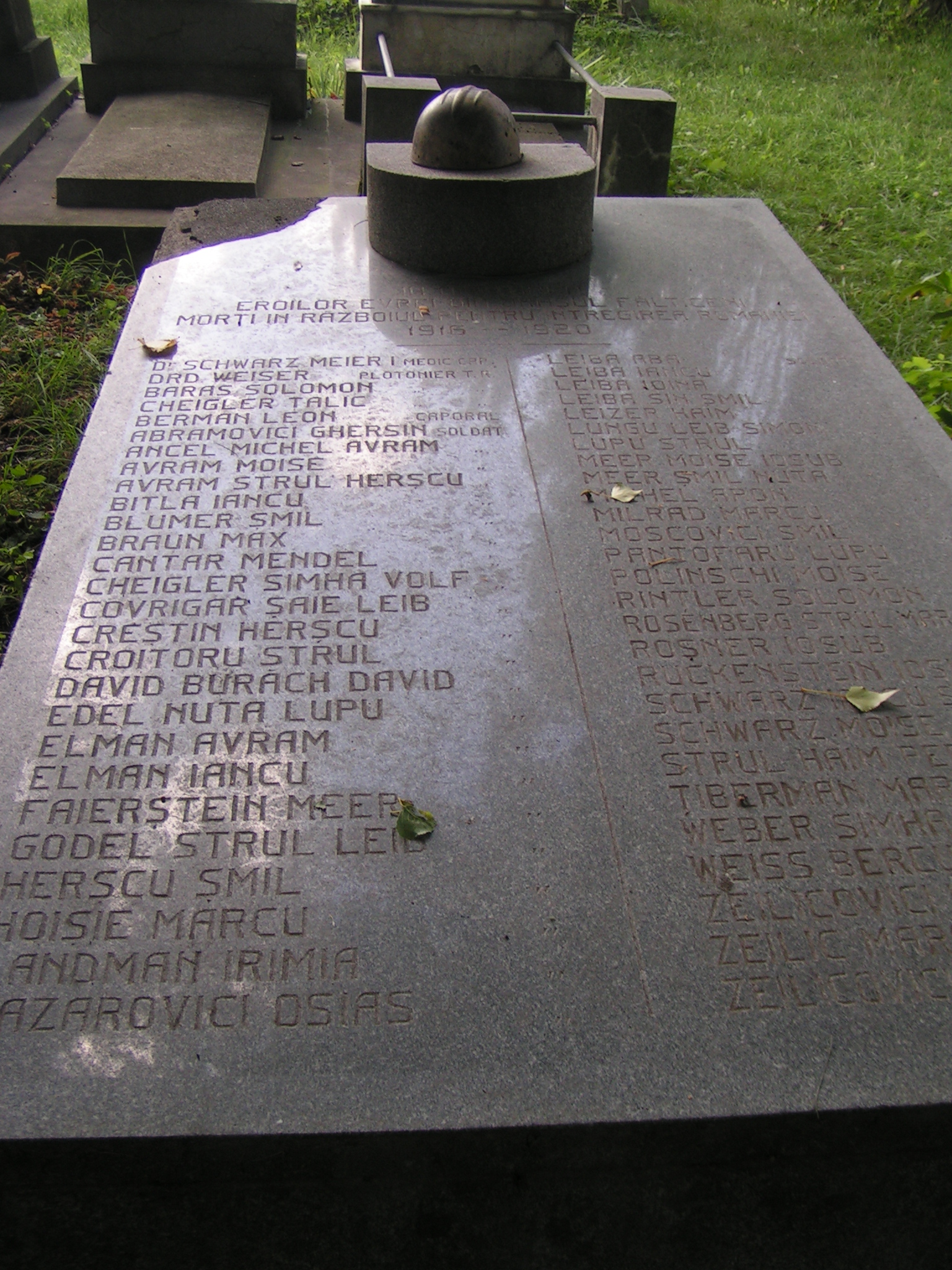
Pour les martyrs juifs de Falticeni en 1916-1920.

## Personnalités ayant des origines juives roumaines
- Robert Badinter (1928-2024), avocat, essayiste, ministre
- Lauren Bacall (1924-2014), actrice, comédienne américaine
- Olga Bancic (1912-1944), militante communiste, résistante française
- Victor Brauner (1903-1966), artiste-peintre
- Matatias Carp (1904-1953), avocat, pianiste, écrivain, historien de la Shoah en Roumanie
- Paul Celan (1920-1970), écrivain et poète roumain d'expression allemande
- Henry Chapier (1933-2019) journaliste, critique, animateur d'émission de télévision et réalisateur
- Isac (1925-2012) et Matty Chiva (1934-2003) respectivement anthropologue et psychologue d'expression française
- Jean-François Copé (1964), député-maire de Meaux, ministre
- Vladimir Cosma (1940), compositeur et chef d'orchestre
- Sonia Devillers (1975), journaliste française[63]
- Meïr Dizengoff (1861-1936), militant sioniste, diplomate, homme d'affaires, maire de Tel Aviv-Jaffa
- Fran Drescher (1957), actrice, comédienne américaine
- Michel Drucker (1942), journaliste, animateur d'émission de télévision
- Benjamin Ferencz (1920), avocat américain, procureur lors du procès des Einsatzgruppen en 1947
- Benjamin Fondane (1898-1944), philosophe, poète, dramaturge, essayiste, critique littéraire, réalisateur de cinéma
- Meyer Abraham Halévy (1900-1972), historien, philosophe, Grand-rabbin de Bucarest, rabbin du Consistoire à la Synagogue des Tournelles à Paris
- Art Garfunkel (1941), chanteur, compositeur américain
- Georges Haupt (1928-1978), militant communiste, historien
- Jacques Hérold (1910-1987), peintre, sculpteur, illustrateur surréaliste
- Judka Herpstu (1936), acteur français, comique plus connu comme « Popeck »
- Dustin Hoffman (1937), acteur, comédien américain
- Carol Iancu, historien français et roumain
- Isidore Isou (1925-1907), poète, peintre, cinéaste, dramaturge et romancier, créateur du lettrisme
- Marcel Janco (1895-1984), poète, peintre (dadaïste), illustrateur, musicien, architecte
- Joseph Joanovici (1905-1965), marchand né en Bessarabie, fournisseur de métal pour l'occupant allemand en France pendant la guerre, mais aussi pourvoyeur de fonds pour la Résistance et peut être même agent du Komintern soviétique
- Marin Karmitz (1938), réalisateur
- Harvey Keitel (1939), acteur, comédien américain
- Serge Klarsfeld (1935), avocat, écrivain, historien de la Shoah
- Ginette Kolinka (1925), rescapée de la Shoah
- Stan Lee (1922-2018), scénariste et éditeur de B.D. (Marvel Comics), inventeur de Spider-Man, Hulk, Iron Man, les Avengers, X-Men...
- Avigdor Liberman (1958 en Moldavie soviétique), ministre nationaliste israélien
- Ghérasim Luca (1913-1994), poète français
- Magda Lupescu (1895-1977), troisième épouse du roi Carol II, titrée « princesse Hohenzollern de Roumanie »
- Norman Manea (1936), écrivain, essayiste, professeur d'université aux États-Unis
- Radu Mihaileanu (1958), poète, cinéaste, lauréat de plusieurs Césars et du Prix du public du Festival du film de Sundance en 1999
- Marius Mircu (1909-2008), journaliste, essayiste, historien de la Shoah en Roumanie
- Henri Morez (1922-2017), peintre, illustrateur, dessinateur de presse français
- Maia Morgenstern (1962), actrice roumaine
- Pierre Moscovici (1957), ministre et député français
- Serge Moscovici (1925-2014), psychologue social, historien des sciences français
- James Natanson (1923-2016), militant syndical, pédagogue, universitaire, professeur de philosophie et de sciences de l'éducation
- Abram Neiman (1893-1967), industriel français né en Bessarabie, inventeur du Neiman
- Ana Pauker (1893-1960), militante communiste, permanente du Komintern, ministre roumaine des Affaires étrangères
- Jules Perahim (1914-2008), militant communiste, artiste-peintre français
- Natalie Portman (1981), actrice israélo-américaine
- Pierre Pollak (1950), neurologue français, inventeur de la stimulation cérébrale profonde
- Edward G. Robinson (1893-1973), acteur américain
- Petre Roman (1946), ingénieur, militant communiste, premier ministre roumain
- Edy Saiovici (1933-2013), directeur de théâtre français
- Evry Schatzman (1920-2010), astrophysicien français
- Mihail Sebastian (1907-1945), écrivain, dramaturge et essayiste
- Daniel Spoerri (1930), artiste plasticien en Suisse
- Lionel Stoleru (1837-2016), ingénieur des Mines, ministre, politique
- Tristan Tzara (1896-1963), écrivain, poète et essayiste à l'origine du dadaïsme]
- Dina Vierny (1919-2009), modèle, collectionneuse d'art
- Elie Wiesel (1928-2016), écrivain, prix Nobel de la paix en 1986